# کاکا (بازیکن فوتبال)
ریکاردو ایزکسون دوس سانتوس لیته (پرتغالی: Ricardo Izecson dos Santos Leite؛ زادهٔ ۲۲ آوریل ۱۹۸۲) که عموماً با نام کاکا یا ریکاردو کاکا شناخته می‌شود، بازیکن فوتبال پیشین اهل برزیل است که به‌عنوان هافبک هجومی سابقه بازی برای تیم‌های رئال مادرید، آث میلان، اورلاندو سیتی، سائوپائولو و همچنین تیم ملی فوتبال برزیل را در کارنامه خود دارد. از کاکا به‌عنوان یکی از بهترین بازیکنان جهان در نسل خود و از بهترین بازیکنان تاریخ فوتبال نام برده می‌شود.
کاکا فوتبال را در ۸ سالگی در یک باشگاه محلی آغار کرد. او در کودکی تنیس هم بازی می‌کرد، اما تنیس را تا هنگامی که نخستین قرارداد حرفه‌ای خودش را با سائو پائولو در ۱۵ سالگی امضا کرد، رها کرد تا بیشتر بتواند بر روی فوتبال تمرکز کند. در سال ۲۰۰۳ او با ۸٫۵ میلیون یورو به میلان پیوست. او با میلان قهرمان سری آ و لیگ قهرمانان اروپا شد؛ همچنین در سال ۲۰۰۷ توانست برندهٔ جوایز بازیکن سال فوتبال جهان و توپ طلای اروپا شود. پس از دوران موفقش با میلان با وجه ۶۵ میلیون یورو به رئال مادرید پیوست. در آن زمان، این انتقال، دومین انتقال گران‌قیمت تاریخ پس از انتقال ۷۵ میلیون یورویی زین‌الدین زیدان بود. پس از گذراندن ۴ فصل در اسپانیا، او در سال ۲۰۱۳ به میلان بازگشت و توانست صدمین گلش را برای این باشگاه به ثمر برساند. در پایان فصل ۱۴–۲۰۱۳ او به باشگاه فوتبال اورلاندو سیتی در لیگ برتر فوتبال ایالات متحده آمریکا پیوست اما در همان ابتدا به صورت قرضی به باشگاه سابق خود سائو پائولو بازگشت. در سال ۲۰۱۵ او توانست در نخستین بازی اش برای اورلاندو در ام‌ال اس گل بزند؛ کمی بعد او برای بازی در تیم ستارگان MLS انتخاب شد که در پایان به عنوان ارزشمندترین بازیکن شناخته شد.
در رده ملی، کاکا نخستین بازی‌اش را برای برزیل در سال ۲۰۰۲ انجام داد و در ترکیب‌های تیم ملی برزیل برای جام‌های جهانی ۲۰۰۲، ۲۰۰۶ و ۲۰۱۰ انتخاب شد.

## اوایل زندگی
ریکاردو ایزکسون دوس سانتوز لیته متولد برازیلیا در برزیل است. پدرش بوسکو مهندس عمران است و مادرش سیمونی معلم دبستان است. او در خانواده‌ای با بضاعت مالی خوب بزرگ شد، به همین دلیل می‌توانست هم روی درس و هم روی فوتبال تمرکز کند. برادر کوچک‌تر او رودریگو (که با نام مستعار دیگائو مشهور است) نیز بازیکن فوتبال است. ادواردو دیلانی که هم پسر عمو و هم پسر خالهٔ او می‌شود نیز بازیکن فوتبال است. برای دیگائو در کودکی تلفظ کردن ریکاردو سخت بود و از این رو او را کاکا صدا می‌زد؛ به همین دلیل ریکاردو نام مستعارش را کاکا قرار داد. این کلمه معنای خاصی در زبان پرتغالی ندارد.
وقتی که او هفت ساله بود، خانواده او به سائو پائولو نقل مکان کردند. او توسط مدرسه به باشگاهی بومی به نام آلفاویل راه یافت و با این تیم به فینال مسابقاتی بومی راه یافتند. در آن جا او توسط استعدادیاب‌های سائو پائولو کشف شد و به او پیشنهاد عضویت در آکادمی را دادند.
او در ۱۸ سالگی دچار حادثه‌ای در استخر شد که به شکستگی ستون فقرات او منجر شد. این شکستگی ممکن بود عمر فوتبالی او را پایان دهد یا حتی باعث فلج شدن او شود اما او بهبود یافت.

## دوران باشگاهی

### سائوپائولو
کاکا در ۸ سالگی به عضویت تیم باشگاهی سائو پائولو درآمد. او نخستین قرارداد رسمی خودش را با این تیم در سن ۱۵ سالگی بست و نخستین بازی خودش را برای بزرگسالان این تیم در تاریخ ۱ فوریه ۲۰۰۱ انجام داد. او در ۳ فصلی که با سائوپائولو گذراند در ۱۲۵ بازی رسمی ۴۷ گل برایشان به ثمر رساند. پس از عملکرد خوب خود در لیگ برزیل کاکا توانست نظر باشگاه‌های اروپایی بزرگ از جمله میلان و بایر لورکوزن را به خود جلب کند.

### میلان

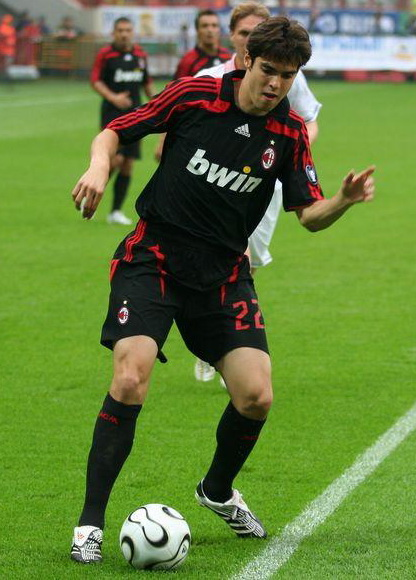
کاکا با میلان در مسکو

#### فصل ۰۴–۲۰۰۳
پس از آن که علاقه‌مندی باشگاه‌های بزرگ اروپا به اوج خود رسید، باشگاه ایتالیایی آ.ث. میلان در سال ۲۰۰۳ با پرداخت مبلغ ۸٫۵ میلیون یورو (مبلغی که بعدها سیلویو برلوسکونی مالک باشگاه آن را ناچیز شمرد) کاکا را به عضویت خود درآورد. کمتر از یک ماه او توانست به ترکیب اصلی راه پیدا کند و جایگزین روی کاستا در پست هافبک تهاجمی شود و پشت سر مهاجمانی چون آندری شوچنکو، فیلیپو اینزاگی و یان دال توماسون بازی کند. نخستین بازی او در سری آ در برد ۲–۰ مقابل آنکونا بود. او توانست ۱۰ گل در ۳۰ بازی در نخستین فصل خود به ثمر برساند و پاس‌های گل متعدد مهمی بدهد از جمله سانتری که با ضربه سر شوچنکو به گل تبدیل و تثبیت قهرمانی میلان در سری آ شد. همچنین او با میلان توانست قهرمان سوپر جام اروپا و نایب قهرمان جام بین قاره‌ای و سوپرجام فوتبال ایتالیا شود. میلان به نیمه نهایی جام حذفی ایتالیا آن فصل هم رسید اما مقابل تیم قهرمان لاتزیو شکست را متحمل شد. میلان در لیگ قهرمانان اروپا در مصاف دپورتیوو لاکرونیا شکست خورد و حذف شد. کاکا در پایان فصل جایزهٔ بازیکن سال سری آ را برد، همچنین کاندید توپ طلای اروپا (رتبه پانزدهم) و بازیکن سال فوتبال جهان (رتبه نهم) شد.

#### فصل ۰۵–۲۰۰۴
کاکا یک از پنج بازیکن خط میانی میلان در این فصل بود و معمولاً در نقش مهاجم دوم پشت آندری شوچنکو بازی می‌کرد. او توسط بازیکنانی چون کلارنس سیدورف، روی کاستا، جنارو گتوزو، ماسیمو آمبروزینی و آندره‌آ پیرلو حمایت می‌شد تا شانس گلزنی میلان بیشتر شود و خط هافبکی مهیب هم در سری آ و هم در اروپا ایجاد می‌کردند. میلان فصل را با قهرمانی در سوپرجام فوتبال ایتالیا مقابل لاتزیو آغاز کرد. کاکا ۷ گل در ۳۶ بازی لیگ به ثمر رساند و میلان با رتبه دوم لیگ را به پایان رساند. میلان به مرحله یک چهارم جام حذفی ایتالیا آن فصل نیز رسید. کاکا از مهره‌های کلیدی میلان در بازی‌های لیگ قهرمانان اروپا هم بود و میلان را با ۲ گل و ۵ پاس گل راهی فینال کرد تا مقابل لیورپول بازی کنند. در بازی فینال که معجزه استانبول نام گرفت، میلان ۳–۰ از لیورپول در نیمه اول پیش افتاد اما لیورپول در نیمه دوم با زدن ۳ گل به بازی بازگشت و بازی را ۳–۲ در پنالتی برد. کاکا در نیمه اول آن بازی نمایش سلطه جویانه‌ای را داشت؛ بعد از خطای که در دقایق ابتدایی بازی گرفت، میلان به ضربه آزاد رسید که در نهایت به گل پائولو مالدینی ختم شد. کمی بعد هرنان کرسپو دروازه لیورپول را باز کرد پیش از این که پاس کات دار کاکا از نیمهٔ زمین به کرسپو در محوطه جریمه لیورپول رسید تا کرسپو بار دیگر دروازه لیورپول را باز کند. در پایان فصل کاکا بار دیگر کاندید توپ طلای اروپا و بازیکن سال فوتبال جهان شد و به ترتیب رتبه‌های نهم و هشتم را کسب کرد؛ او همچنین جایزهٔ بهترین هافبک سال اروپا را نیز کسب کرد.

#### فصل ۰۶–۲۰۰۵
در این فصل کاکا برای نخستین بار در لیگ توانست هت تریک کند. در تاریخ ۹ آوریل ۲۰۰۶ او توانست با به ثمر رساندن ۳ گل مقابل کیه‌وو برای نخستین بار با پیراهن میلان هت تریک کند. در آن فصل میلان در نیمه نهایی لیگ قهرمانان نتوانست از سد بارسلونا عبور کند. همچنین بار دیگر در مرحله یک چهارم جام حذفی ایتالیا هم حذف شد. در حالی که کاکا ۱۷ گل در لیگ به ثمر رساند میلان دوباره سری آ را با رتبه دوم به پایان رساند اما بعد از رسوایی کالچو پولی ۳۰ امتیاز از میلان کسر شد تا به رتبه سوم سقوط کنند. کاکا برای سومین سال پیاپی نامزد توپ طلای اروپا و بازیکن سال فوتبال جهان شد و به رتبه‌های یازدهم و هفتم را کسب کرد. او برای نخستین بار در ترکیب تیم سال یوفا و همچنین تیم منتخب جهان قرار گرفت.

#### فصل ۰۷–۲۰۰۶

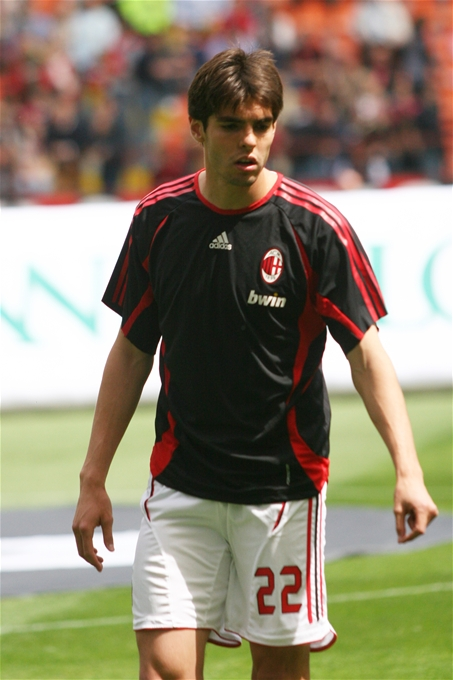
کاکا در تیم آ.ث. میلان در سال ۲۰۰۷

بعد از خروج آندری شوچنکو و پیوستن او به چلسی، کاکا نقطه کانون تهاجمی میلان بود چون می‌توانست هم به عنوان هافبک تهاجمی و هم مهاجم دوم پشت سر فیلیپو اینزاگی بازی کند. در تاریخ ۲ نوامبر ۲۰۰۶ کاکا نخستین هت تریک خودش را مقابل تیم بلژیکی آندرلشت در برد ۴–۱ مرحله گروهی به ثمر رساند. او با ۱۰ گل بهترین گلزن لیگ قهرمانان شد؛ یکی از گل‌های او مقابل سلتیک بود که به میلان کمک کرد تا از سد این تیم با نتیجه ۱–۰ در مجموع رفت و برگشت بگذرند و به مرحله یک‌هشتم صعود کنند. همچنین کاکا ۳ گل در نیمه نهایی مقابل منچستر یونایتد به ثمر رساند. میلان به نیمه نهایی کوپا ایتالیا هم رسید اما به قهرمان آن دوره رم بازی را واگذار کرد.
کاکا توانست برندهٔ لیگ قهرمانان شود زمانی که میلان توانست ۲–۱ لیورپول را شکست دهد و انتقام باخت دو سال قبل را بگیرد. در حالی که کاکا گلی را در فینال به ثمر نرساند؛ توانست با خطایی که به روی او انجام گرفت منجر به گرفتن ضربه آزادی شود که به گل اول اینزاگی ختم شد. همچنین او پاس گل دوم اینزاگی را نیز ارسال کرد. پس از عملکرد برجستهٔ کاکا او در سایت یوفا به عنوان بازیکن منتخب فصل از نگاه هواداران انتخاب شد. در تاریخ ۳۰ اوت کاکا توسط یوفا به عنوان بهترین مهاجم لیگ قهرمانان و بازیکن سال یوفا انتخاب شد و در ترکیب تیم سال یوفا برای بار دوم نیز قرار گرفت. او با ۵ پاس گل در لیگ قهرمانان در رده دوم بیشترین پاس گل قرار گرفت و فدراسیون بین‌المللی تاریخ و آمار فوتبال او را بهترین بازیساز سال معرفی کرد.

#### فصل ۰۸–۲۰۰۷

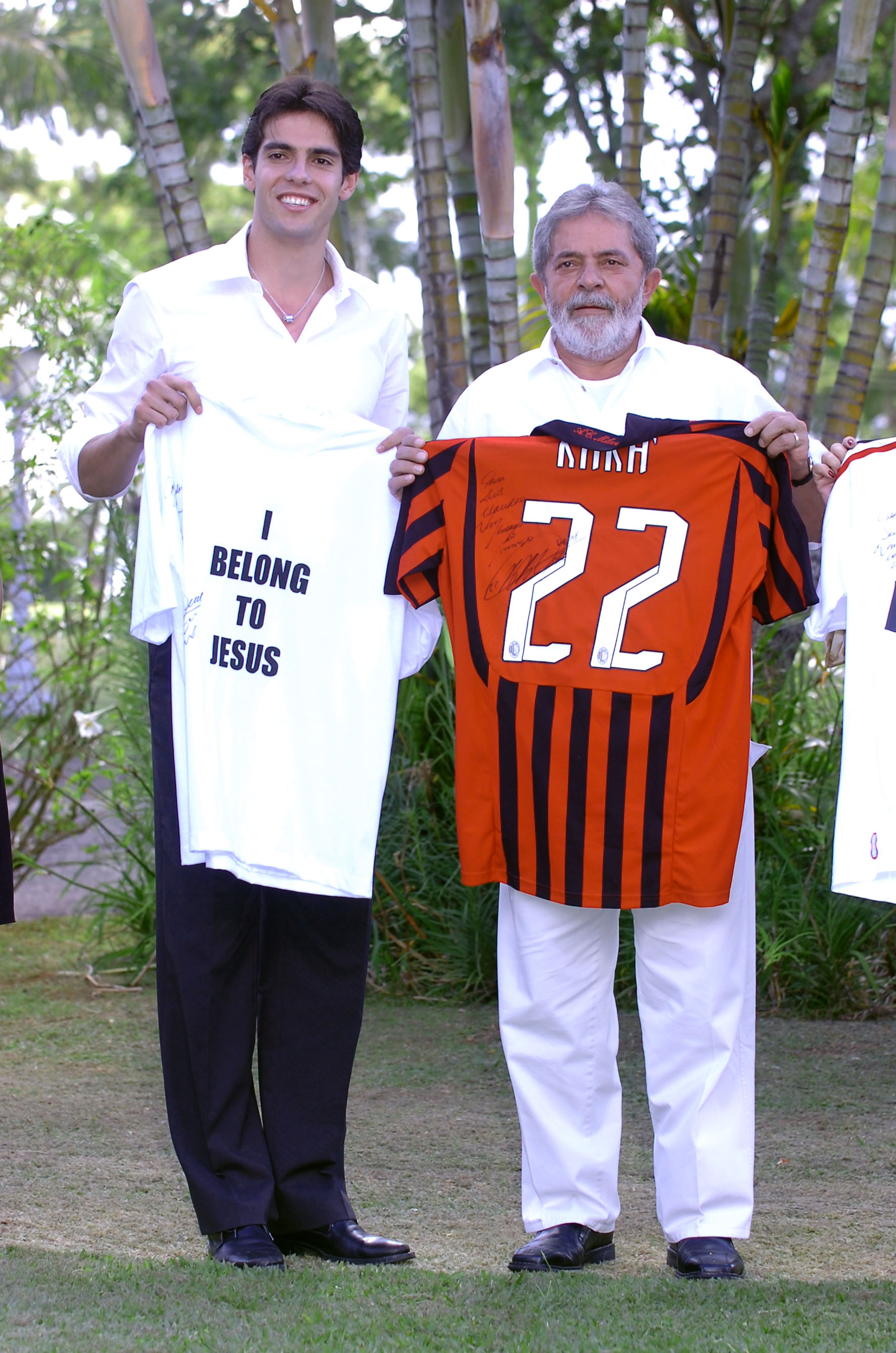
کاکا در حال نمایش پیراهن میلان در کنار رئیس‌جمهور وقت برزیل لوئیس ایناسیو لولا دا سیلوا در سال ۲۰۰۷

میلان فصل ۰۸–۲۰۰۷ را با قهرمانی در سوپرجام اروپا در برتری ۳–۱ مقابل سویا در تاریخ ۳۱ اوت آغاز کرد. کاکا در حال دریبل زدن در محوطهٔ جریمهٔ سویا بود که با خطا متوقف شد و توانست یک پنالتی بگیرد و بعد خودش پنالتی را زد، در حالی که پنالتی او توسط آندرس پالوپ مهار شد کاکا توانست توپ برگشتی را با ضربه سر به گل تبدیل کند. در تاریخ ۳۰ سپتامبر کاکا برای دویستمین بار با پیراهن میلان مقابل کاتانیا به میدان رفت و توانست در این بازی از روی نقطه پنالتی یک گل به ثمر برساند. در تاریخ ۵ اکتبر کاکا برندهٔ جایزهٔ بهترین بازیکن سال از سوی FIFPro شد و همچنین در ترکیب منتخب سال هم قرار گرفت. در تاریخ ۲ دسامبر ۲۰۰۷ کاکا به ششمین بازیکن میلان که توانسته توپ طلا بگیرد تبدیل شد؛ او با دریافت ۴۴۴ رأی توانست از کریستیانو رونالدو و لیونل مسی پیشی بگیرد.
در تاریخ ۱۶ دسامبر کاکا با برد ۴–۲ میلان مقابل بوکا جونیورز توانست قهرمان جام باشگاه‌های جهان شد؛ او در این بازی گل سوم میلان را به ثمر رساند و ۲ پاس گل داد و به دلیل عملکرد خوبش توپ طلای این دوره از مسابقات که به بهترین بازیکن تورنمنت داده می‌شود را از آن خود کرد. در تاریخ ۱۷ دسامبر کاکا با ۱۰۴۷ رأی توانست از لیونل مسی (۵۰۴ رأی) و کریستیانو رونالدو (۴۲۶ رأی) پیشی بگیرد و برندهٔ جایزهٔ بازیکن سال فوتبال جهان شود.

"او یک بازیکن کامل است."

—پله دربارهٔ کاکا بعد از این که او به عنوان بهترین بازیکن دنیا انتخاب شد.
در ژانویه ۲۰۰۸ کاکا جایزهٔ بازیکن سال سری آ را برای بار دوم از آن خود کرد. در تاریخ ۲ مه به دلیل عملکرد کاکا هم داخل زمین فوتبال و هم خارج زمین مجله تایم او را در لیست تایم ۱۰۰ قرار داد؛ لیستی که نام ۱۰۰ فرد اثرگذار سال در آن قرار دارند.
او فصل ۰۸–۲۰۰۷ را با ۱۵ گل در سری آ به پایان رساند تا بهترین گلزن میلان در این فصل باشد. میلان فصل را با رتبه پنجم به پایان رساند، در مرحله حذفی لیگ قهرمانان اروپا و جام حذفی ایتالیا حذف شد و فصل بدی را سپری کرد. در پایان فصل رتبه چهارم جایزهٔ بازیکن سال فوتبال جهان و رتبه هشتم توپ طلای اروپا را آورد و همچنین برای سومین بار در تیم منتخب سال جهان قرار گرفت.

#### فصل ۰۹–۲۰۰۸
طبق گزارش‌های بی‌بی‌سی در ۱۳ ژانویه ۲۰۰۹ منچستر سیتی پیشنهادی بالای ۱۰۰ میلیون پوند برای کاکا به میلان ارائه کرد. آمبرتو گاندینی در پاسخ به این گزارش گفت: در صورتی که کاکا با منچستر سیتی به توافق شخصی برسد در این مورد بحث خواهد کرد. کاکا در ابتدا به خبرنگاران پاسخ داد که او می‌خواهد در میلان پا به سن بگذارد و آرزوی او بستن بازوبند کاپیتانی میلان است؛ اما بعدها گفت: اگر که باشگاه مرا نمی‌خواهد من به پای میز مذاکره می‌نشینم؛ می‌توانم بگویم تا زمانی که باشگاه نمی‌خواهد مرا بفروشد من در باشگاه می‌مانم. در ۱۹ ژانویه سیلویو برلوسکونی اعلام کرد که منچستر سیتی رسماً از مذاکراتش را با میلان برای کاکا به پایان رسانده و کاکا در میلان می‌ماند. هوادارن میلان مقابل ادارهٔ مرکزی باشگاه و همچنین خانهٔ کاکا به اعتراض پرداختند که کاکا با نشان دادن پیراهن میلان از پنجره به آن‌ها ادای احترام کرد. کاکا آخرین فصل خودش را با میلان با به ثمر رساندن ۱۶ گل، کمک کردن به میلان برای کسب جایگاه سوم در سری آ و کسب رتبه چهارم جایزهٔ بازیکن سال فوتبال جهان، رتبه هشتم توپ طلای اروپا و قرارگیری در ترکیب تیم سال یوفا به پایان رساند.

### رئال مادرید

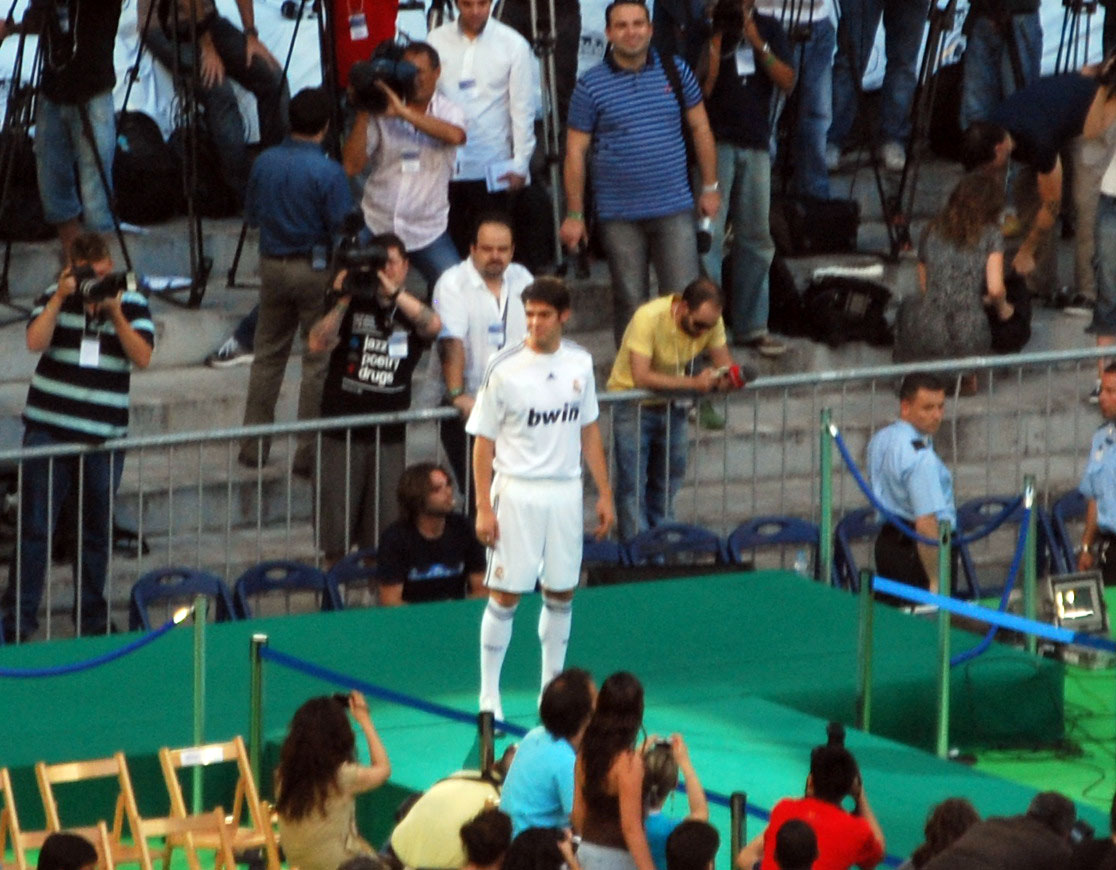
کاکا در مراسم معرفی اش در رئال مادرید در ۲۰۰۹

در تاریخ ۳ ژوئن ۲۰۰۹ برنامه تلویزیونی فوتبال ایتالیا گزارش داد که فلورنتینو پرز رئیس جدید رئال مادرید پیشنهاد ۶۵ میلیون یورویی را برای کاکا ارائه کرد، دو روز بعد کاکا میلان را برای بازی در تیم ملی ترک کرد. آدریانو گالیانی نائب رئیس میلان تأیید کرد که او و پدر کاکا برای مذاکرات به مکزیک سفر کرده‌اند. او گفت: «ما با هم نهار داشتیم و دربارهٔ کاکا صحبت کردیم. تکذیب نمی‌کنم. مذاکرات وجود دارند اما معامله هنور انجام نشده.» در ۴ ژوئن گالیانی به لاگاتزتا دلو اسپورت اعلام کرد که مسائل مالی علت این مذاکرات بوده، «او افزود: ما نمی‌گذاریم که ۷۰ میلیون یورو از دست برود. مسائل مالی دلیل فروش کاکاست.» سرانجام در تاریخ ۸ ژوئن ۲۰۰۹ هر دو باشگاه اعلام کردند که کاکا با قرارداد ۶ ساله‌ای به سانتیاگو برنابئو می‌رود.

#### فصل ۱۰–۲۰۰۹
از کاکا به عنوان بازیکن رئال مادرید در ۳۰ ژوئن ۲۰۰۹ پرده برداری شد و او اولین بازی غیررسمی اش را در ۷ اوت در برد ۵–۱ برابر تورنتو انجام داد. او توانست اولین گلش را برای رئال مادرید در بازی پیش فصل مورخ ۱۹ اوت در برد ۵–۰ برابر دورتموند به ثمر برساند. بازی برابر دپورتیوو لاکرونیا در ۲۹ اوت، نخستین بازی کاکا در لیگ برای رئال مادرید بود که با نیجه ۳–۲ به سود رئال به پایان رسید. نخستین گل او برابر ویارئال در ۲۳ سپتامبر از روی نقطه پنالتی به ثمر رسید تا بازی با نتیجه ۲–۰ پایان یابد. رئال مادرید فصل را به عنوان نایب قهرمان لا لیگا و کاکا با ۸ گل و ۶ پاس گل در لا لیگا و ۹ گل و ۸ پاس گل در تمامی رقابت‌ها به پایان رساند.

#### فصل ۱۱–۲۰۱۰

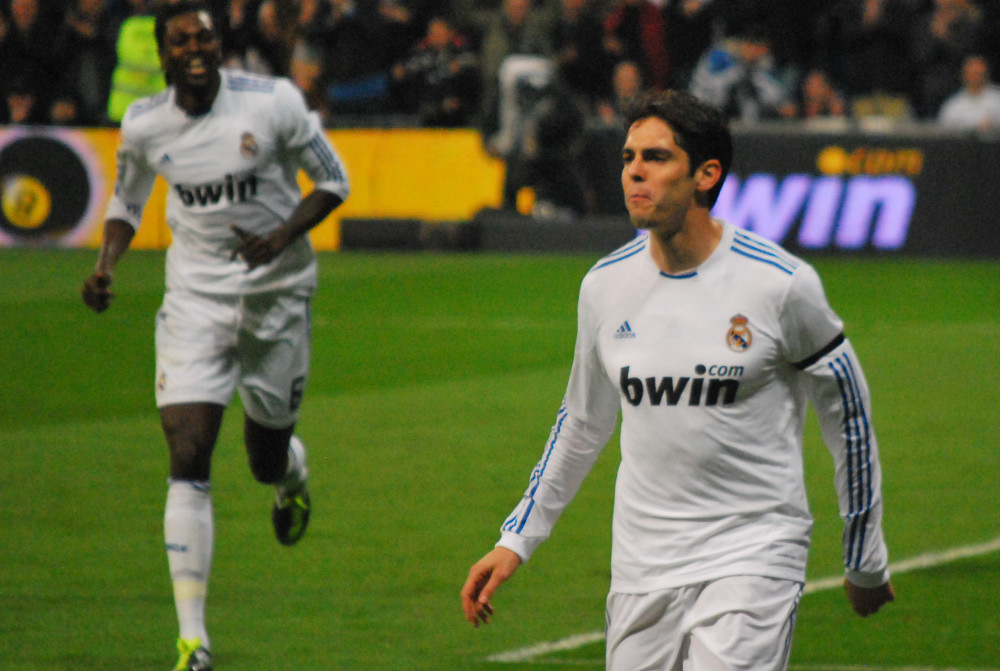
کاکا در حال شادی پس از به ثمر رسیدن گل در برد ۴–۱ برابر رئال سوسیداد در ۶ فوریه ۲۰۱۱

در ۵ اوت ۲۰۱۰، رئال مادرید اعلام کرد که جراحی موفق برای آسیب دیدگی طولانی مدت ناحیهٔ زانو داشته و ۴ ماه از زمین بازی دور خواهد بود. پس از استراحت طولانی مدت، کاکا به تمارین بازگشت؛ ژوزه مورینیو در این باره اعلام کرد که بازگشت کاکا از مصدومیت مانند جذب بازیکنی جدید است. پس از ۸ ماه دوری، در ۳ ژانویه ۲۰۱۱ در برد ۳–۲ برابر ختافه کاکا در دقیقه ۷۷ به جای کریم بنزما وارد زمین شد. او گفت «به دلیل بازی دوباره و بازگشتش به زمین فوتبال بسیار خوشحال هستم .» نخستین گل او در لیگ (و نخستین گل او در این فصل) پس از گذراندن دوره آسیب دیدگی، در ۹ ژانویه در برد ۴–۲ برابر ویارئال زده شد.
در مارس ۲۰۱۱، کاکا دچار آسیب دیدگی دیگر در استخوان شد که او را هفته‌ها از زمین بازی دور نگه داشت. پس از بازگشت، او در بازی رضایتمندانه برابر والنسیا دو گل به ثمر رساند. در پایان فصل رئال مادرید با کاکا قهرمان کوپا دل ری شد هر چند که در لالیگا و سوپرجام فوتبال اسپانیا پس از بارسلونا نایب قهرمان شدند. همچنین در نیمه نهایی لیگ قهرمان رئال مادرید توسط بارسلونا حذف شدند. کاکا فصل را با ۷ گل و ۶ پاس گل در ۲۰ بازی در تمامی رقابت‌ها به پایان رساند.

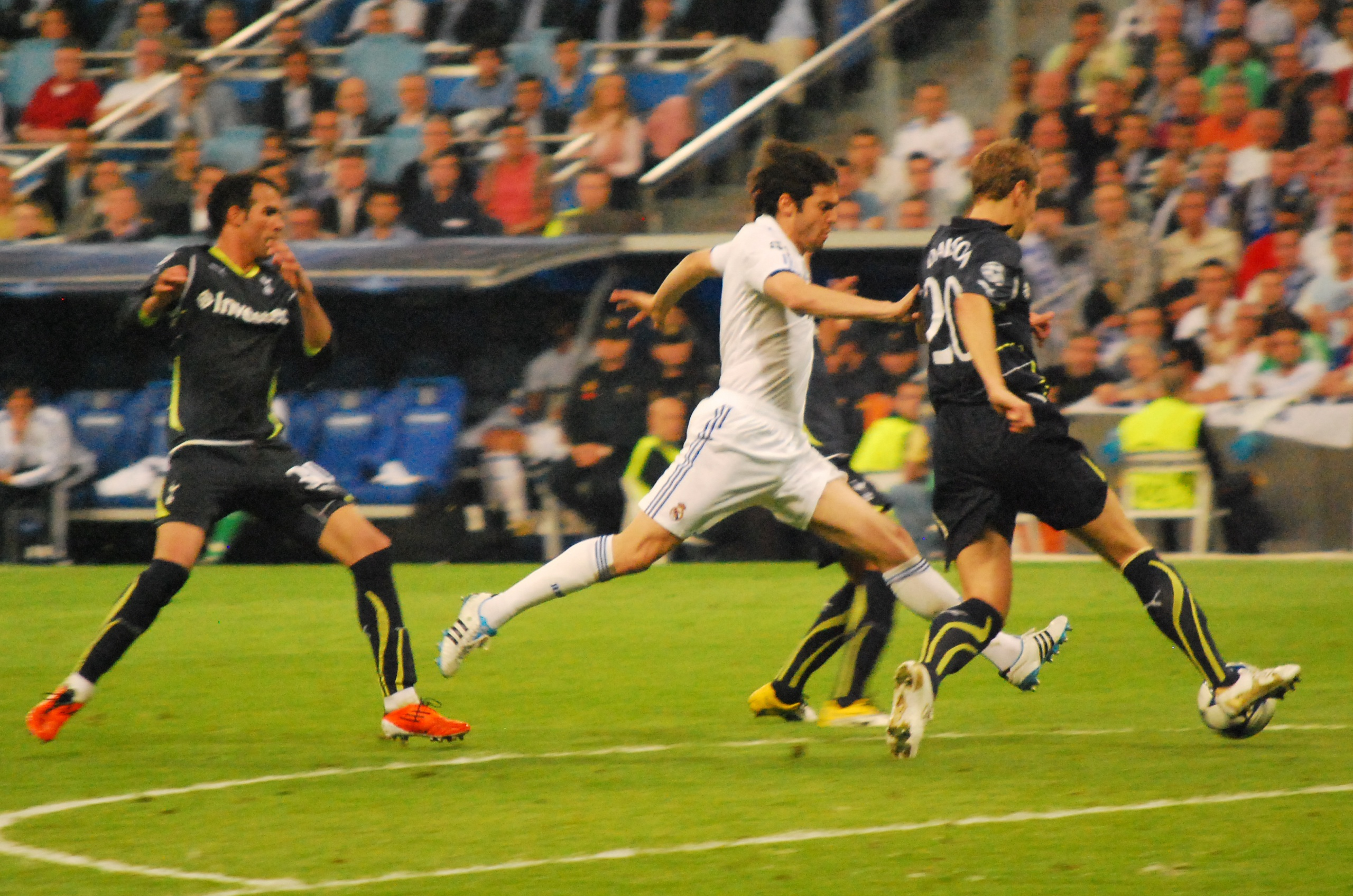
کاکا در حال بازی برابر تاتنهام هاتسپر در لیگ قهرمانان اروپا

#### فصل ۱۲–۲۰۱۱
در ۲۷ سپتامبر ۲۰۱۱، کاکا یکی از بهترین بازی‌های دوران بازیگری اش را در رئال مادرید برابر آژاکس در لیگ قهرمانان تجربه کرد؛ در این بازی که با نتیجهٔ ۳–۰ به نفع رئال مادرید به پایان رسید، او یک گل زد، یک پاس گل داد و به همراه مسعوت اوزیل، کریستیانو رونالدو و کریم بنزما در یک ضد حمله که منجر به گل شد شرکت کرد. کمی بعد، کاکا بهترین بازیکن روز لیگ قهرمانان لقب گرفت. در فصل ۱۲–۲۰۱۱؛ رئال مادرید با گرفتن ۱۰۰ امتیاز و شکستن رکورد توانست قهرمان لا لیگا شود، در حالی که کاکا ۵ گل و ۹ پاس گل در طول رقابت‌ها به نام خود ثبت کرد. با این حال رئال مادرید برای دومین بار پیاپی در مرحلهٔ نیمه نهایی لیگ قهرمانان اروپا این بار توسط بایرن مونیخ در پنالتی‌ها حذف شدند. پنالتی‌های مهم رئال مادرید را رونالدو، کاکا و سرخیو راموس به هدر دادند. کاکا با ۵ پاس گل یکی از بهترین پاسورهای لیگ قهرمانان در آن فصل بود. او فصل را با هشت گل و ۱۴ پاس گل در تمامی رقابت‌ها به پایان رساند. رئال مادرید در مرحلهٔ یک چهارم کوپا دل ری نیز توسط بارسلونا (که در پایان قهرمان شد) حذف شد.

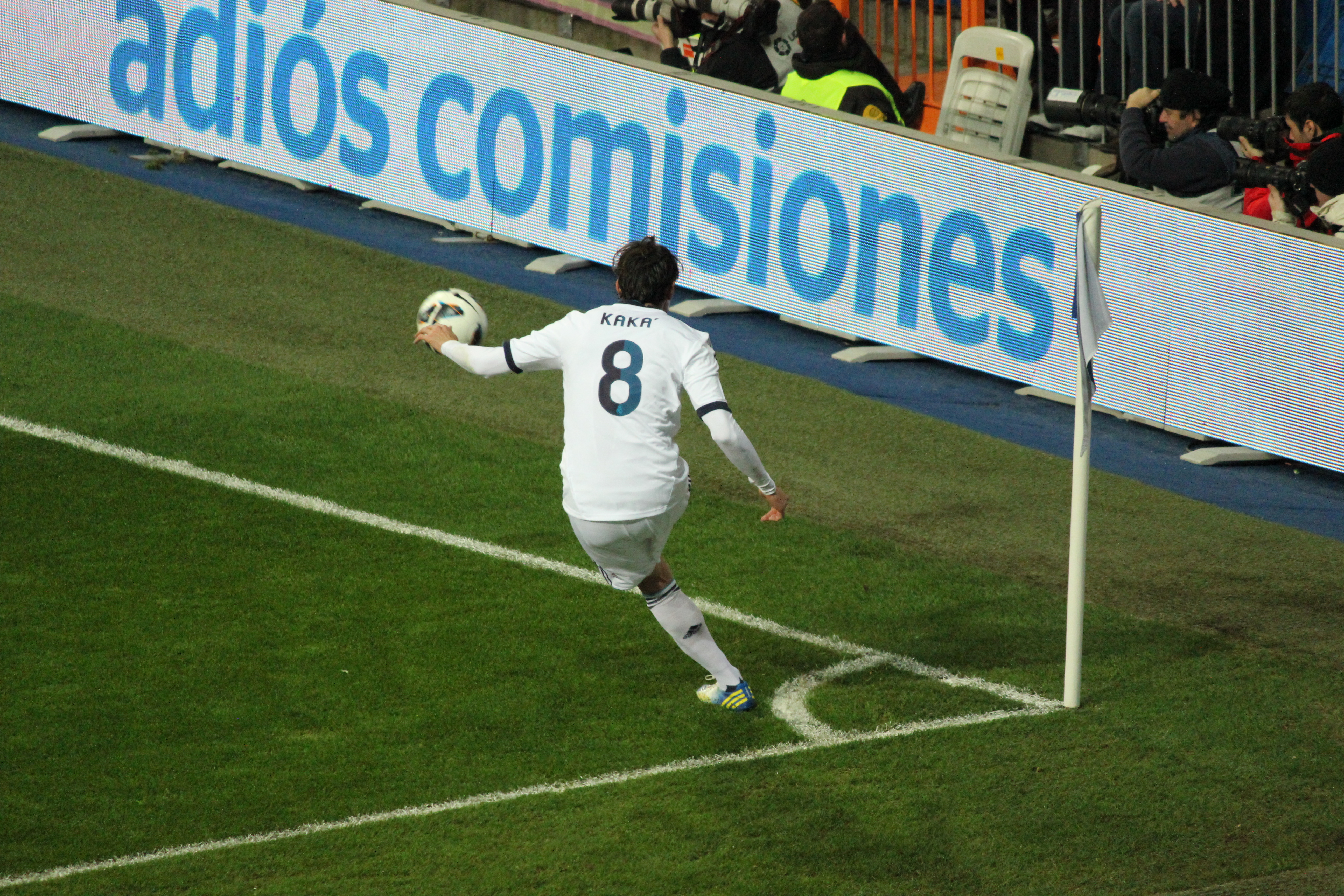
کاکا در حال زدن کرنر برابر سویا در فوریهٔ ۲۰۱۳

#### فصل ۱۳–۲۰۱۲
رئال مادرید فصل ۱۳–۲۰۱۲ را با قهرمانی در سوپر جام برابر بارسا آغاز کرد. در تاریخ ۴ دسامبر ۲۰۱۲ پس از گلزنی در برد ۴–۱ برابر آژاکس، کاکا به بهترین گلزن برزیلی در لیگ قهرمانان اروپا با ۲۸ گل تبدیل شد. کاکا پس از پایان بازی گفت: «این گل مهمی برای من بود و امیدوارم که گل‌های بیشتری برای کمک به رئال مادرید داشته باشم. این برد مهم و شب خاصی بود.» در ۲ ژانویه ۲۰۱۳ در بازی برابر اوساسونا، پس از این که حدود یک ساعت از آغاز بازی گذشته بود، کاکا به میدان آمد اما پس از ۱۸ دقیقه، به صورت بحث‌برانگیزی دو کارته و اخراج شد. این نخستین بار پس از پیوستنش به رئال مادرید بود که اخراج می‌شد. همچنین نخستین بار از زمان اخراج شدنش در جام جهانی ۲۰۱۰ برابر ساحل عاج بود. رئال مادرید فصل را با رتبهٔ دوم در لا لیگا پس از بارسلونا و همچنین نایب قهرمانی در کوپا دل ری پس از باخت در فینال برابر رقیب همشهری اتلتیکو مادرید به پایان رساند. آن‌ها برای سومین بار پیاپی نیز در مرحلهٔ نیمه نهایی لیگ قهرمانان اروپا توسط نایب قهرمان آن دوره یعنی بروسیا دورتموند حذف شدند.
در ۲۳ اوت ۲۰۱۳، کاکا اعلام کرد که قصد ترک رئال مادرید را دارد. دوران او در رئال مادرید با ۲۹ گل و ۳۲ پاس گل در ۱۲۰ بازی در تمامی رقابت‌ها به پایان رسید. او با نوشتن نامه سرگشاده‌ای در توییتر، با رئال مادرید و هوادارانش خداحافظی کرد.

### بازگشت به میلان
در تاریخ ۲ سپتامبر ۲۰۱۳ باشگاه میلان پیوستن کاکا را از رئال مادرید با قرارداد آزاد تأیید کرد؛ بعد از توافق شخصی کاکا با میلان قراردادی ۲ ساله بست. کاکا برای پیوستن به میلان حاضر شد دستمزدش را نصف مبلغی که در مادرید می‌گرفت کند تا مبلغ قرارداد او به ۴ میلیون یورو در سال برسد و بعد از پیوستن به باشگاه شماره ۲۲، شماره‌ای که در دوره پیش می‌پوشید به او تعلق گرفت. بعد از بازگشت او به باشگاه او به عنوان کاپیتان دوم تیم انتخاب شد. او در نخستین بازی خود برای میلان مقابل کیاسو بازوبند کاپیتانی را بست.
کاکا در نخستین بازی رسمی اش دچار مصدومیت از ناحیه عضله پای چپ شد، بعد از مصدومیت او تصمیم گرفت که تا زمانی که مصدومیت او بهبود نیافته دستمزدی از باشگاه دریافت نکند. بازگشت او بعد از مصدومیت در ۱۹ اکتبر در برد ۱–۰ مقابل اودینزه بود که در دقیقه ۷۶ به عنوان یار تعویضی وارد شد. بازی بعد مقابل بارسلونا در ۲۲ اکتبر در لیگ قهرمانان اروپا کاکا پاس گل روبینیو را داد. در تاریخ ۳۰ اکتبر وی نخستین گل خود را در این فصل تساوی ۱–۱ مقابل لاتزیو در ورزشگاه سن سیرو زد. در تاریخ ۷ ژانویه ۲۰۱۴ کاکا یکصدمین گل خودش با پیراهن میلان مقابل آتالانتا به ثمر رساند، ۳۰ دقیقهٔ بعد او گلی دیگر زد. در ۱۱ مارس، کاکا توانست دروازه اتلتیکو مادرید را در ویسنته کالدرون باز کند. با این گل او به مدت ۳ سال آخرین بازیکنی بود که توانسته بود در مرحله حذفی لیگ قهرمانان به اتلتیکو مادرید در ویسنته کالدرون گل بزند و این رکورد او در مرحله نیمه نهایی فصل ۱۷–۲۰۱۶ توسط ایسکو شکسته شد. در تاریخ ۲۹ مارس کاکا ۲ گل در سیصدمین بازی خودش با میلان مقابل کیه‌وو به ثمر رساند تا میلان ۳–۰ بازی را به پایان برساند.
در ژوئن ۲۰۱۴ اعلام شد که کاکا در حال مذاکره با اورلاندو سیتی تا در ژانویه ۲۰۱۵ یعنی زمانی که تیم وارد لیگ برتر فوتبال ایالات متحده آمریکا (MLS) می‌شود به آن‌ها بپیوندد.

### اورلاندو سیتی

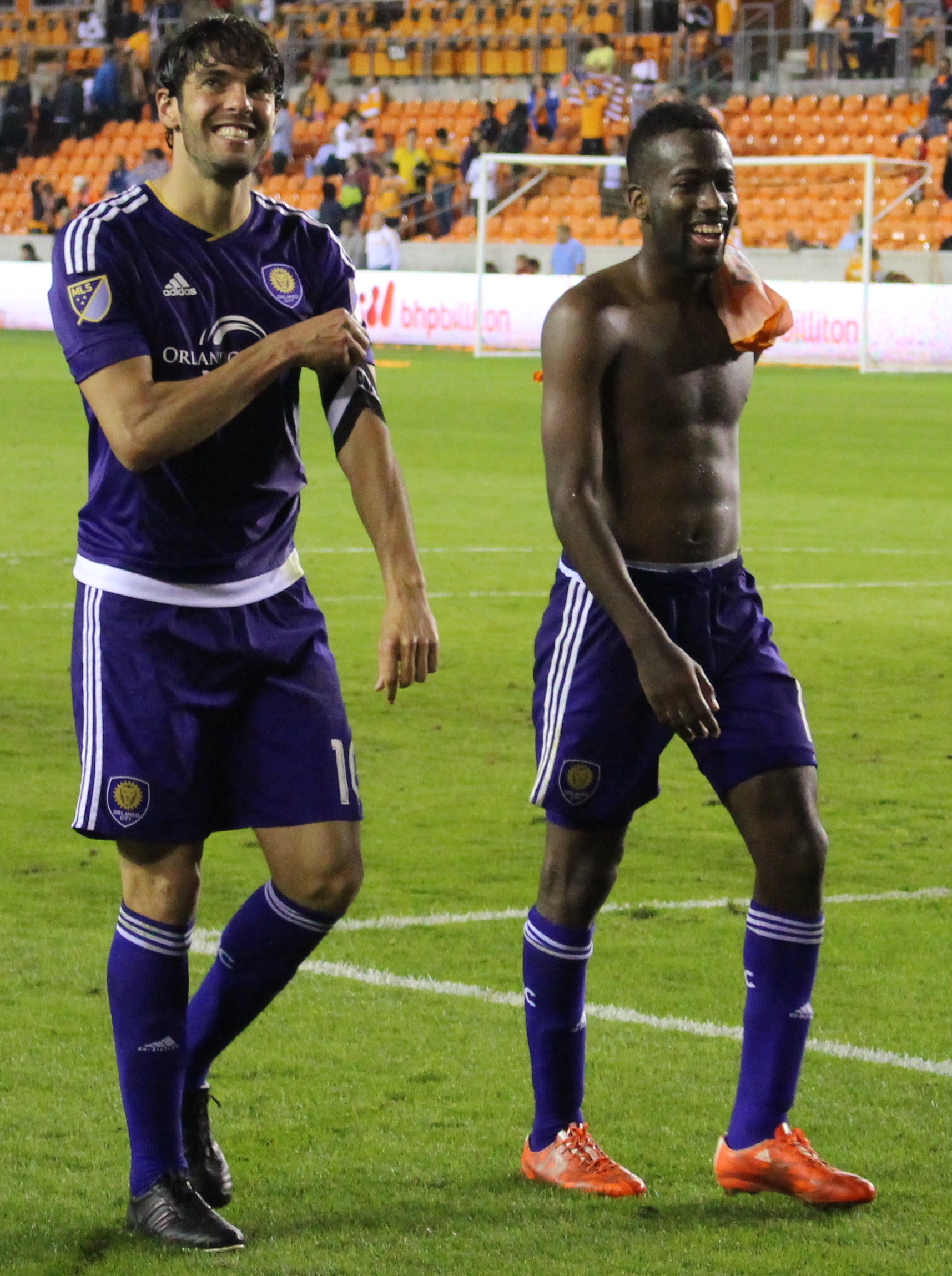
کاکا در اورلاندو در ۲۰۱۵.

در تاریخ ۳۰ ژوئن ۲۰۱۴ کاکا قراردادش را با میلان با توافق طرفین با توجه به این که هنوز یکسال باقی‌مانده بود فسخ کرد. او به تیم آمریکایی اورلاندو سیتی که قرار بود از سال ۲۰۱۵ در لیگ برتر فوتبال ایالات متحده آمریکا شروع به بازی کند پیوست. او اعلام کرد که علاقهٔ خاصی برای بازی در آمریکا داشته و دلیل آمدن او به این باشگاه فلاویو آگوستو دا سیلوا صاحب برزیلی اورلاندو سیتی بود. تا زمانی که اورلاندو در سال ۲۰۱۵ وارد لیگ شود کاکا به صورت قرضی راهی تیم دوران کودکی اش یعنی سائوپائولو شد و کاکا آن را راضی‌کننده نامید.
بعد از پیوستن به اورلاندو سیتی کاکا به بازیکنی تبدیل شد که بیشترین دستمزد را در تاریخ MLS دریافت می‌کرد. حقوق پایه او ۶٫۶ میلیون دلار سالیانه بود که با پاداش به ۷٫۲ میلیون نیز می‌رسید.

### سائو پائولو (قرضی)
در تاریخ ۳ ژوئیه ۲۰۱۴ کاکا به سائو پائولو پیوست و از روز بعد شروع به تمرین کرد. نخستین بازی او در تاریخ ۲۷ ژوئیه مقابل گویاس بود؛ در حالی که این که کاکا در این بازی تک گل سائو پائولو را در دقیقه ۷۶ به ثمر رساند، سائو پائولو ۲–۱ شکست خورد. در روز ۴ سپتامبر ۲۰۱۴ کاکا یک گل در دور دوم کوپا سودآمریکانا مقابل کریسیوما به ثمر رساند. در ۲۴ نوامبر کاکا گل برتری را مقابل ویتوریا در برد ۲–۱ به ثمر رساند.

### بازگشت به اورلاندو سیتی

#### فصل ۲۰۱۵
کاکا در بازی دوستانه مقابل اف‌سی دالاس که نخستین بازی او برای اورلاندو سیتی بود توانست گل به ثمر برساند و اورلاندو با نتیجه ۴–۰ پیروز میدان شد. او توانست گلی دیگر در بازی دوستانه مقابل نیویورک سیتی به ثمر برساند تا بازی با نتیجه ۱–۱ خاتمه یابد. در تاریخ ۸ مارس ۲۰۱۶ در نخستین بازی رسمی اورلاندو سیتی در ام‌ال‌اس که داخل ورزشگاه سیتروس بول برگزار شد، کاکا توانست از روی ضربه آزاد گل تساوی را مقابل نیویورک سیتی به ثمر برساند تا نخستین گلزن تاریخ اورلاندو در لیگ باشد. یک گل و یک پاس گل هم ثمرهٔ بازی او مقابل مونترال ایمپکت در ۲۸ مارس بود. کاکا به دلیل عملکرد خوبش در ماه مارس در رأی‌گیری بازیکن منتخب ماه ام‌ال‌اس در رتبه دوم ایستاد.
در روز ۱۳ آوریل ۲۰۱۵، کاکا یک پنالتی مقابل پورتلند تیمبرز در برد ۲–۰ اورلاندو به ثمر رساند. در روز ۱۷ مه ۲۰۱۵، اورلاندو توانست ۴–۰ ال ای گلکسی قهرمان سال گذشته را شکست دهد؛ سهم کاکا در این بازی ۱ گل و یک پاس گل بود. این نخستین بار در تاریخ MLS بود که یک تیم تازه تشکیل شده قهرمان سال گذشته را با اختلاف بیشتر از ۳ گل شکست می‌دهد. در ۳۰ ژوئن کاکا گل اول را برای اورلاندو در نخستین بازی خود در جام حذفی آمریکا مقابل کلمبوس کرو به ثمر رساند تا اورلاندو با برد ۲–۰ به مرحله یک چهارم نهایی صعود کند. در ۵ ژولای کاکا نخستین کارت زرد مستقیم دوران بازیگری خودش را در تساوی ۱–۱ مقابل رئال سالت لیک دریافت کرد؛ کمی پیش تر در همان بازی کاکا گلی به ثمر رسانده بود. چند ماه بعد کاکا برای بازی در تیم ستارگان MLS سال ۲۰۱۵ به عنوان کاپیتان انتخاب شد. در بازی تیم ستارگان MLS که در ورزشگاه دیکس اسپورتینگ گودز پارک در شهر کامرس سیتی، کلرادو برگزار شد، کاکا یک گل از روی نقطه پنالتی به ثمر رساند و پاس گل داوید ویا را داد تا این تیم ۲–۱ مقابل تاتنهام پیروز میدان باشد؛ کاکا در این بازی بهترین بازیکن زمین لقب گرفت. با توجه به تلاش‌های او در کمک به اورلاندو برای راه‌یابی به پلی آف MLS ناکام ماند تا اورلاندو نخستین تیم از سال ۲۰۰۹ باشد که نتوانسته به این پلی آف‌ها راه پیدا کند.

#### فصل ۲۰۱۶

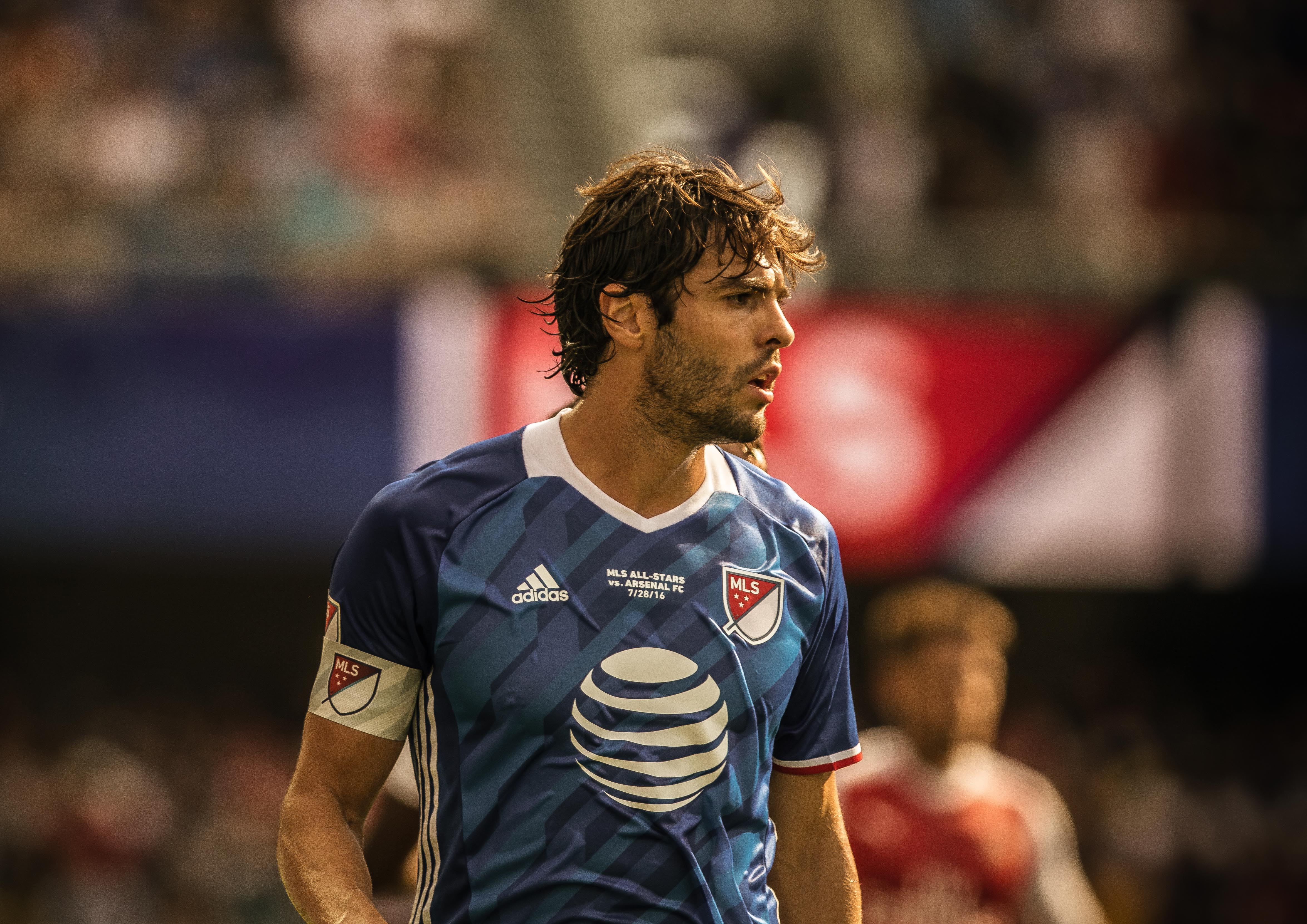
کاکا با تیم ستارگان MLS در ۲۰۱۶

بعد از این که سه بازی اول فصل را به دلیل مصدومیت از دست داد، کاکا به ترکیب اصلی تیم بازگشت و نخستین بازی خود را در ۳ آوریل مقابل پورتلند تیمبرز انجام داد، سهم او در این بازی یک گل و دو پاس گل بود تا اورلاندو ۴–۱ پیروز میدان باشد، به همین دلیل او در ترکیب منتخب هفته MLS قرار گرفت. در ماه ژولای ۲۰۱۶ او برای دومین بار پیاپی برای بازی در تیم ستارگان MLS به عنوان کاپیتان انتخاب شد. او فصل را با ۹ گل و ۱۰ پاس گل در ۲۴ بازی به پایان رساند، همچنان‌که اورلاندو نتوانست به پلی آف MLS راه پیدا کند.

#### فصل ۲۰۱۷
در ۵ مارس ۲۰۱۷ در نخستین بازی فصل اورلاندو سیتی برابر نیویورک سیتی که در ورزشگاه جدید اورلاندو برگزار می‌شد، کاکا در دقایق آغازین بازی مصدوم شد؛ پس از پایان بازی که با نتیجهٔ ۱–۰ به نفع اورلاندو به پایان رسید؛ گزارش شد که کاکا به مدت ۶ هفته از زمین بازی دور خواهد بود. در ۲۹ آوریل، کاکا از مصدومیتش بازگشت و در بر ۲–۰ برابر کلرادو رپیدز توانست گلزنی کند. هفتهٔ بعد نیز تک گل تیمش در باخت ۲–۱ برابر تورنتو را به ثمر رساند. او سومین گل فصلش را در تساوی ۲–۲ برابر اسپورتینگ کانزاس‌سیتی در ۱۳ مه ۲۰۱۷ به ثمر رساند. در ۱۴ ژوئن، او در ترکیب اورلاندو در باخت ۳–۱ برابر میامی به سرمربیگری هم‌تیمی سابق کاکا الساندرو نستا در جام حذفی آمریکا قرار گرفت و با این باخت اورلاندو از گردانه رقابت‌ها حذف شد. در ۷ ژوئیه ۲۰۱۷ او برای سومین بار پیایی به تیم ستارگان MLS دعوت شد. در تاریخ ۲۹ ژوئیه، کاکا با یک شوت از راه دور موفق شد دروازه آتلانتا یونایتد به ثمر رساند.
در ۱۱ اکتبر ۲۰۱۷، کاکا اعلام کرد که قصد ندارد با اورلاندو برای فصل ۲۰۱۸ تمدید کند. او آخرین بازی‌اش برای اورلاندو را در باخت ۱–۰ برابر کلمبوس کرو در روز ۱۵ اکتبر انجام داد.

### بازنشستگی
کاکا در ۱۷ دسامبر ۲۰۱۷ با وجود داشتن پیشنهادهایی از سائو پائولو و میلان بازنشستگی خود را اعلام کرد. همچنین وی از علاقه‌اش برای کار کردن به عنوان مدیر ورزشی خبر داد.

## دوران ملی

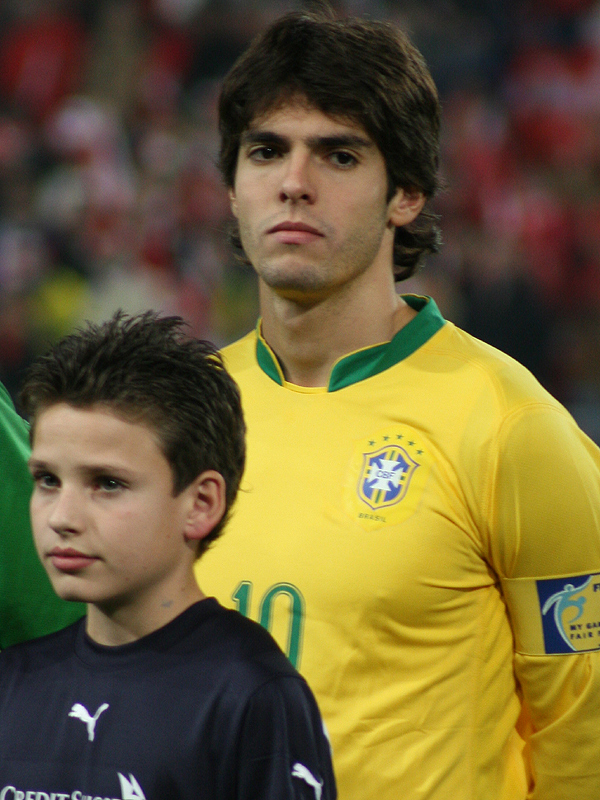
کاکا با تیم ملی برزیل

کاکا به تیم ملی جوانان برزیل برای بازی در جام جهانی جوانان ۲۰۰۱ دعوت شد ولی در نیمه نهایی با شکست مقابل غنا از دور رقابت‌ها حذف شد. در ۳۱ ژانویه ۲۰۰۲ کاکا برا نخستین بار به تیم ملی بزرگسالان دعوت شد تا در بازی دوستانه مقابل بولیوی نخستین بازی ملی را تجربه کند. او همچنین عضوی از تیم ملی برزیل که قهرمان جام جهانی ۲۰۰۲ شد، بود اما فقط ۲۵ دقیقه بازی مقابل کاستاریکا در مرحلهٔ گروهی انجام داد.
در سال ۲۰۰۳ به عنوان کاپیتان تیم ملی زیر ۲۳ سال برای شرکت در جام طلایی کونکاکاف انتخاب شد و برزیل در جایگاه دوم این دوره از رقابت‌ها قرار گرفت. او ۳ گل در طول این رقابت‌ها به ثمر رساند. او برای شرکت در جام کنفدراسیون‌ها ۲۰۰۵ در ترکیب تیم ملی برزیل قرار گرفت. او در هر ۵ بازی برزیل در این رقابت‌ها بازی کرد و یک گل هم در برد ۴–۱ مقابل آرژانتین در فینال به ثمر رساند.

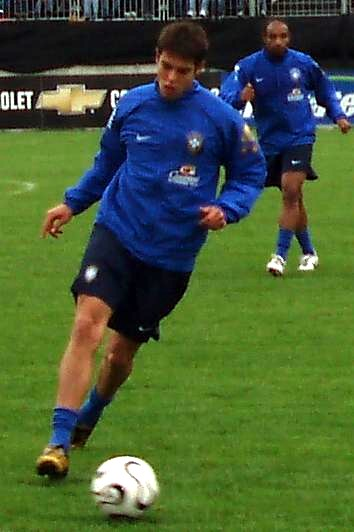
کاکا در حال تمرین با تیم ملی برزیل پیش از آغاز جام جهانی۲۰۰۶

کاکا آغازگر نخستین بازی برزیل در جام جهانی سال ۲۰۰۶ مقابل کرواسی بود. او توانست تک گل برزیل را به ثمر برساند تا بازی با نتیجه ۱–۰ به پایان برسد و همچنین عنوان بهترین بازیکن زمین را نیز کسب کرد. او با برزیل به مرحلهٔ یک چهارم نهایی جام جهانی رسید اما در رویارویی مقابل فرانسه بازی را ۱–۰ با تک گل تیری آنری واگذار کردند تا از صعود به مرحلهٔ بعد بازمانند. در تاریخ ۳ سپتامبر ۲۰۰۶ در بازی دوستانه مقابل آرژانتین به عنوان یار تعویضی وارد زمین شد؛ او پس از دریافت توپ بعد از ضربهٔ کرنل آرژانتینی‌ها که برگشت داده شده بود، در حالی که لیونل مسی را پشت گذاشت سه چهارم زمین را دوید تا گلی زیبا به ثمر برساند.
در تاریخ ۱۲ مه ۲۰۰۷ با توجه به برنامهٔ خسته‌کنندهٔ سری آ و لیگ قهرمانان اروپا، کاکا از حضور در ترکیب تیم ملی برزیل برای بازی در کوپا آمریکای سال ۲۰۰۷ رسماً کناره‌گیری کرد تا برزیل بدون حضور او قهرمان این دوره از رقابت شود. بعد از از دست دادن کوپا آمریکا؛ او به تیم ملی برزیل بازگشت تا مقابل الجزایر به در تاریخ ۲۲ اوت میدان برود.
کاکا، با حضور در جام کنفدراسیون‌ها ۲۰۰۹ و با پوشیدن شمارهٔ ۱۰ برزیل، برای نخستین بار از سال ۲۰۰۶ در رقابت‌های ملی شرکت کرد. او در طول رقابت تنها دو گل زد که هر دوی آن‌ها در نخستین بازی این مقابل مصر در روز ۱۴ ژوئن بود؛ گل اول او در دقیقه ۵ و گل دومش در دقیقه ۹۰ به برزیل کمک کرد تا با نتیجه ۴–۳ پیروز شود. کاکا همچنین دو پاس گل در راستای این رقابت‌ها داد. او با دریافت توپ طلای این رقابت‌ها بهترین بازیکن جام کنفدراسیون‌ها لقب گرفت و همچنین عنوان بهترین بازیکن زمین در فینال را از آن خود کرد.

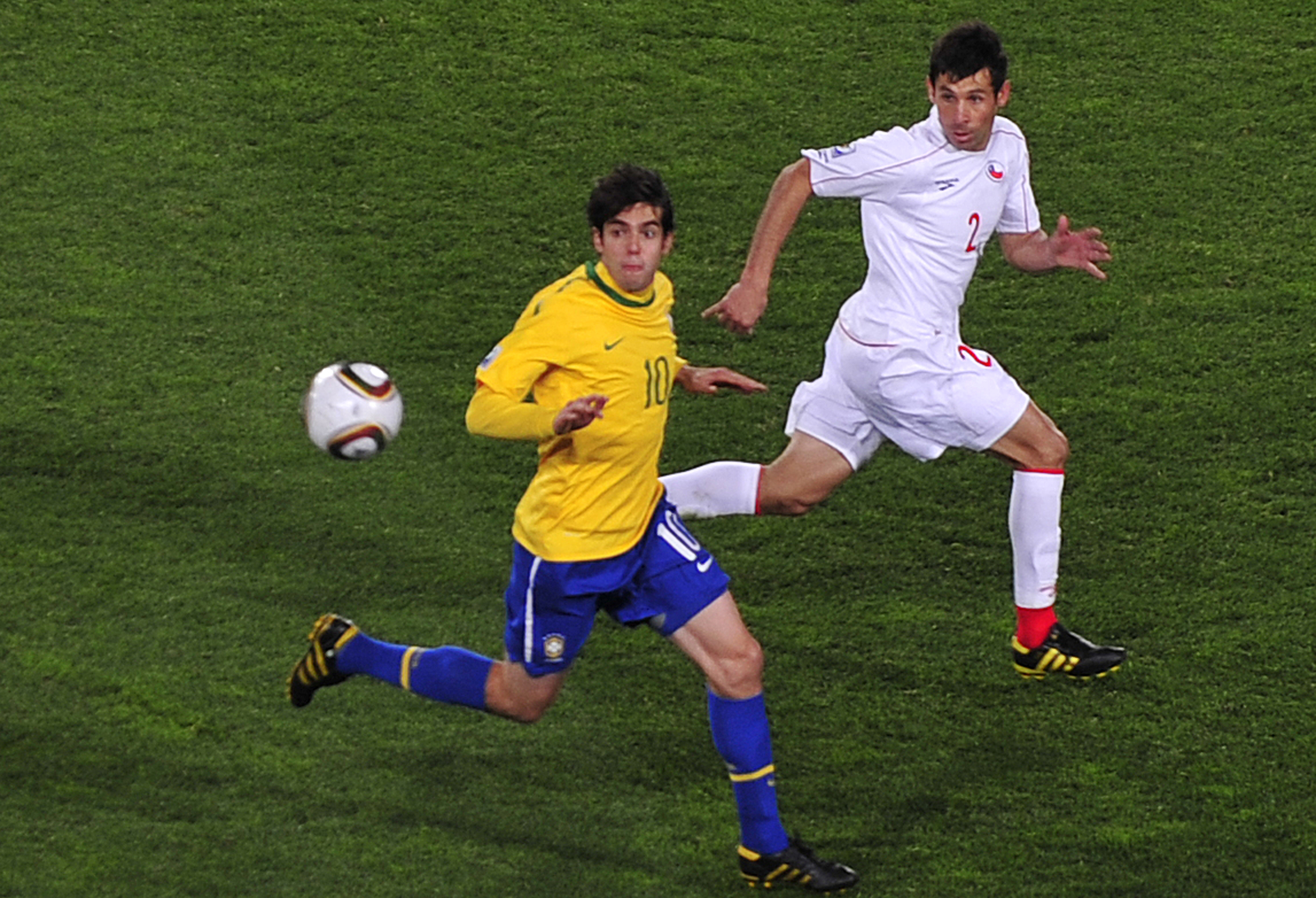
کاکا (چپ) در حال بازی برای برزیل مقابل شیلی در جام جهانی ۲۰۱۰.

در جام جهانی ۲۰۱۰ در آفریقای جنوبی در بازی مقابل ساحل عاج، کاکا یک کارت قرمز بحث‌برانگیز به دلیل دو کارته شدن دریافت کرد. کارت زرد دوم به دلیل این که آرنج کاکا در مسیر عبدالقادر کیتا قرار داشت داده شد. در حالی که کاکا در راستای این رقابت‌ها در گلزنی ناکام ماند اما با فراهم کردن ۳ پاس گل، بهترین پاسور این رقابت‌ها لقب گرفت. برزیل هم سرانجام با شکست ۲ بر ۱ مقابل هلند نایب قهرمان در مرحله یک چهارم نهایی از گردانه رقابت‌ها خارج شد. بعد یک سال دور بودن از تیم ملی به دلیل آسیب دیدگی‌های گوناگون، او در روز ۲۷ اکتبر ۲۰۱۱ برای بازی برابر گابون و مصر بازگشت. او کمی بعد به دلیل آسیب دیدگی در ساق پا از ترکیب تیم ملی کنار گذاشته شد و بدین ترتیب در هیچ‌یک از بازی‌ها شرکت نکرد.
بعد از دوری دو ساله از تیم ملی، سرانجام در روز ۲۸ اکتبر برای بازی‌های دوستانه مقابل عراق و ژاپن به تیم ملی دعوت شد. به دنبال دعوت شدن به سلسائو، کاکا بیان کرد: «من گواهی می‌دهم که از دعوت شدن به تیم ملی شگفت زده شدم؛ زمانی که لیست منتشر شد، بسیار خوشحال بودم. به مانند این بود که برای نخستین بار به تیم ملی دعوت شده‌ام.» منو منزس سرمربی وقت برزیل بیان کرد با وجود شباهت‌های بین کاکا و اسکار، هر دوی آن‌ها می‌توانند در کنار هم بازی کنند چون سبک بازی کاکا دچار کمی دگرگونی شده است. پس از بازگشت خود به تیم ملی کاکا توانست در هر دو بازی پیش روی خودش گل بزند؛ بازی‌هایی که با نتایج ۶–۰ و ۴–۰ مقابل دو تیم عراق و ژاپن به پایان رسید. کاکا توانست در ترکیب تیم ملی برزیل برای بازی دوستانه برابر کلمبیا در روز ۱۴ نوامبر ۲۰۱۲ قرار بگیرد؛ این بازی هزارمین بازی تاریخ تیم ملی برزیل بود.
در ۵ مارس ۲۰۱۳ کاکا توسط فیلیپه اسکولاری به تیم ملی برای بازی برابر ایتالیا در لندن و روسیه در ژنو دعوت شد. هر چند که او از راه‌یابی به ترکیب برزیل برای بازی در جام کنفدراسیون‌ها ۲۰۱۳ و جام جهانی ۲۰۱۴ ناکام ماند. در اکتبر ۲۰۱۴ پس از نزدیک به ۱۸ ماه، کاکا بار دیگر توسط مربی جدید برزیل دونگا، برای بازی برابر تیم‌های آرژانتین و ژاپن به تیم ملی فراخوانده شد.
در روز ۱ مه ۲۰۱۵، کاکا یکی از ۷ بازیکن جانشین در ترکیب ابتدایی برزیل برای شرکت در کوپا آمریکا ۲۰۱۵ بود، هر چند که او با ترکیب پایانی راه نیافت. در اوت ۲۰۱۵، کاکا دوباره به تیم ملی برای بازی‌های دوستانه ماه سپتامبر فراخوانده شد؛ او به عنوان یار تعویضی در برد ۱–۰ برزیل مقابل کاستاریکا وارد بازی شد. این بازی، نخستین بازی او طی یک سال گذشته و نودمین بازی اون با پیراهن تیم ملی بود.
به دنبال آسیب دیدگی داگلاس کاستا در روزهای پایانی مه ۲۰۱۶ و بازماندن او از ترکیب برزیل برای بازی در کوپا آمریکای قرن، کاکا به عنوان یار جایگزین توسط دونگا فراخوانده شد. در ۳۰ مه در بازی آماده‌سازی مقابل پاناما کاکا در دقیقه ۸۰ وارد زمین شد که با برد ۲–۰ برزیل همراه بود. اما پس از متحمل شدن آسیب دیدگی ماهیچه در اوایل ژوئن، کاکا را از راه‌یابی به مسابقات پیش رو بازداشت؛ گانسو جایگزین او شد.

## سبک بازی
«برای دو، شاید سه فصل [در میلان] او بهترین بازیکن دنیا بود، هیچ کاری نبود که نتواند انجام دهد.»

—رونالدینیو بازی‌ساز برزیلی دربارهٔ کاکا.

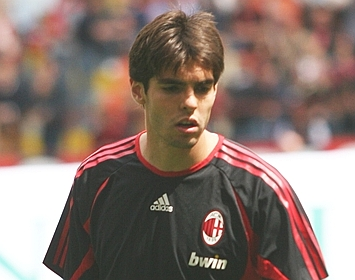
کاکا در میلان در سال ۲۰۰۹، باشگاهی که دوران اوجش را در آن گذراند.

شناخته شده به عنوان یکی از بهترین بازیکنان دوره خود، کاکا توسط وبسایت فیفا به عنوان بازیکنی که می‌تواند «بدون زحمت بازیکنان پیش رویش را دریبل کند، پاس‌هایی ارسال کند که مدافعان را شکاف دهد و از راه دور گل بزند» توصیف شد. در دوران اوجش در میلان و پیش از آسیب دیدگی اش در رئال مادرید که بر روی اوضاع فیزیکیش تأثیر گذاشت؛ یک بازیکن سریع، قوی، چابک، تکنیکی و خلاق بود؛ او دارای توانایی دریبل زدن مدافعان در موقعیت‌های تک به تک و همچنین ضد حمله‌ها بود. کاکا به دلیل داشتن دید بالا و توانایی در پاس دادن برای خلق موقعیت برای هم تیمی‌هایش شهرت دارد.
او عمدتاً به عنوان هافبک هجومی بازی‌ساز در طول دوران فوتبالی اش بازی کرد، به همین دلیل او برای توانایی اش در گلزنی و خلق آن‌ها شناخته می‌شود. یک بازیکن با تحرک که برای پست‌های تهاجمی پرورش یافته است، می‌تواند در هر دو بال، مهاجم سایه، یا در مواردی به عنوان مهاجم نوک یا حتی کمی عمیق‌تر به عنوان هافبک بازیساز عمل کند. به علاوه این مشخصات، کاکا دارای شوت‌های قدرتمند و دقیق از هم داخل و هم خارج محوطه جریمه با هر دو پا می‌باشد؛ او پنالتی زن دقیقی هم است.

## زندگی شخصی

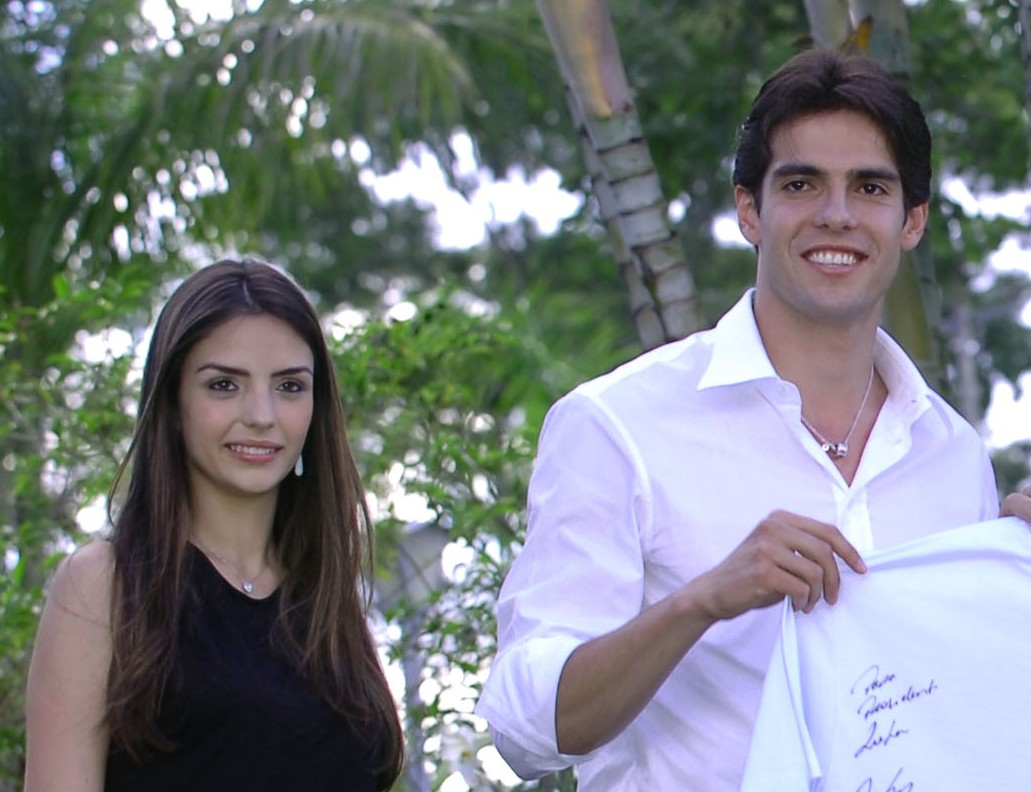
کاکا و همسر سابقش کارولین

کاکا با کارولین سلیکو معشوقه دوران کودکی اش، در ۲۳ دسامبر ۲۰۰۵ در کلیسایی در سائو پائولو ازدواج کرد. در هنگام ازدواج کاکا ۲۳ ساله و همسرش ۱۸ ساله بود. این زوج دارای دو فرزند هستند: پسر آن‌ها لوکا سلیکو لیته (متولد ۱۰ ژوئن ۲۰۰۸) و دخترشان ایزابلا (متولد ۲۳ آوریل ۲۰۱۱) نام دارند. در سال ۲۰۱۵ کاکا و کارول در شبکه‌های اجتماعی خود اعلام کردند که طلاق گرفته‌اند.
در ۱۲ فوریه ۲۰۰۷ کاکا با توجه به اصلیت ایتالیایی همسرش، موفق به دریافت تابعیت ایتالیایی شد. او در تبلیغات آدیداس حضور برجسته یافته، همچنین قرارداد مدلینگ با آرمانی دارد این امر از حضور او در مجموعه عکس چاپ شده هم تیمی‌هایش در میلان توسط دولچه و گابانا در اوایل ۲۰۰۷ جلوگیری کرد.
او در جلد نسخه ایتالیایی فیفا ۰۷ ای‌ای اسپورتس به همراه هموطنش رونالدینیو (که در تمامی نسخ حضور داشت) ظاهر شد؛ همچنین او در جلد بعضی از نسخ منطقه‌ای فیفا ۱۱، فیفا ۱۲ و فیفا ۱۶ حضور داشت.

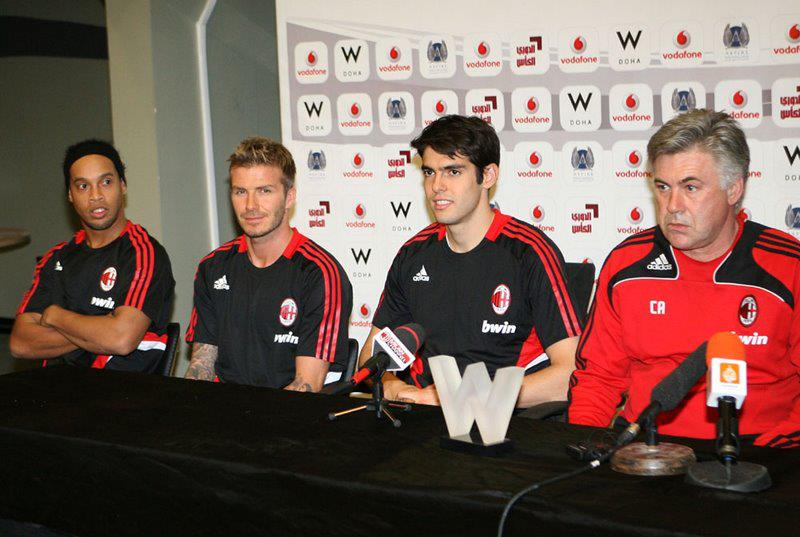
کاکا (نفر دوم از سمت راست) در میلان با رونالدینیو و دیوید بکام در سمت راست وی. سه بازیکنی که هواداران بسیاری در شبکه‌های مجازی دارند.

کاکا، رای کاپیتان سابق سائوپائولو و بازی کن تیم ملی برزیل را به عنوان الگوی فوتبالی خود معرفی می‌کند. او با مارسلو ساراگوسا دوست صمیمی است و هر دو ساقدوش یکدیگر در مراسم عروسیشان بودند. او با رادامل فالکائو مهاجم کلمبیایی نیز صمیمی است.
در آوریل ۲۰۱۲، کاکا به اولین ورزشکار دارای بیش از یک میلیون فالوور در توییتر تبدیل گشت و تا مارس ۲۰۱۵ در رتبه پنجم بیشترین هوادار در شبکه‌های اجتماعی پس از ورزشکارانی چون کریستیانو رونالدو، لیونل مسی، دیوید بکام و نیمار با ۳۳ میلیون هوادار در فیسبوک قرار گرفت.

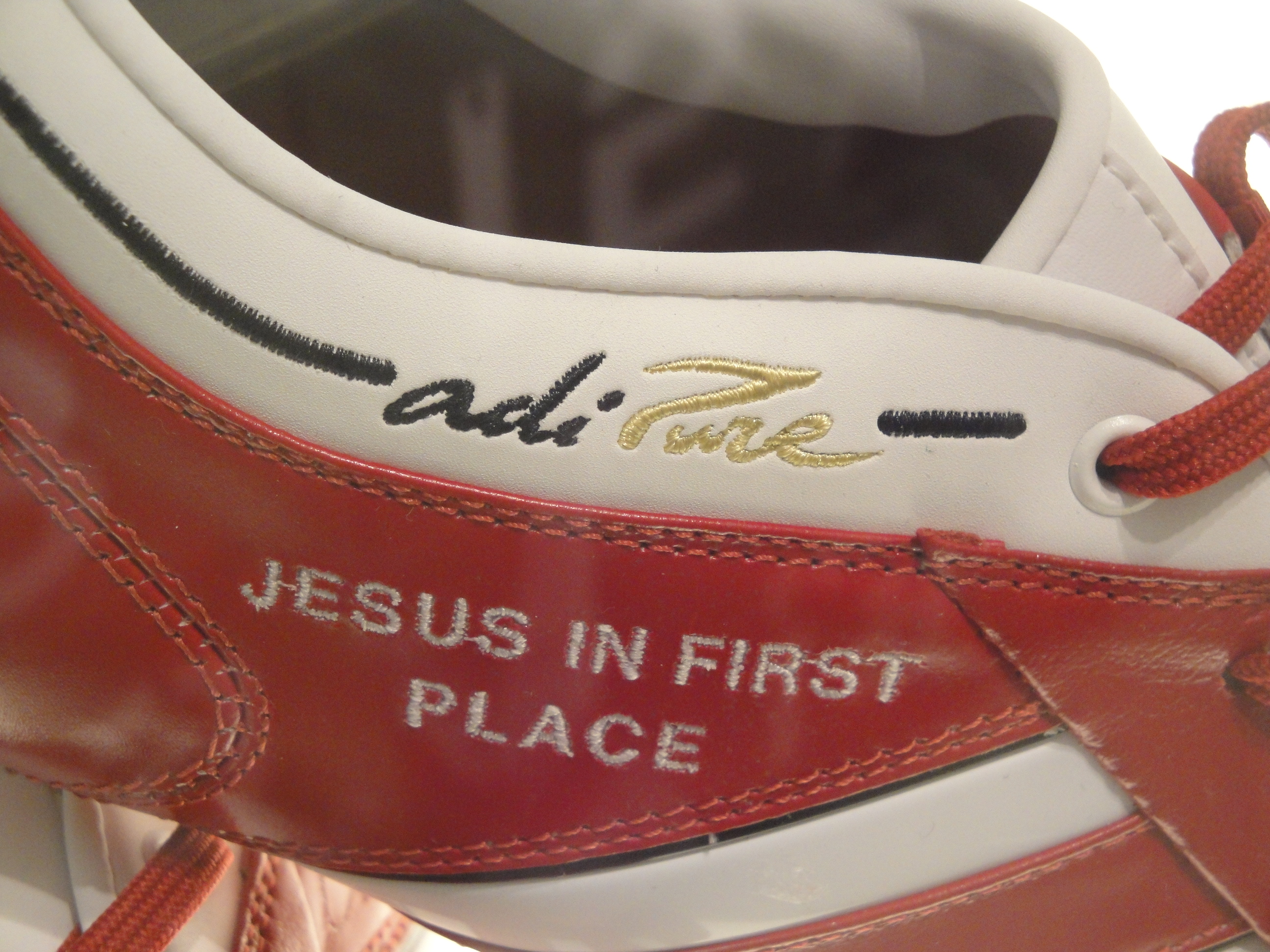
یک جفت از کفش‌های آدیداس کاکا که ایمان او به مسیحیت را نشان می‌دهد

کاکا یک اونجلیسم بسیار مذهبی است و فعالیت‌های بسیاری در کلیساهای سائو پائولو دارد. او در ۱۲ سالگی مجذوب دین شد: «من آموختم که این اعتقاد است که ایمان افتادن یا نیفتادن چیزها را تصمیم می‌گیرد.» او در جشن‌های قهرمانی در جام جهانی ۲۰۰۲ با برزیل، قهرمانی اسکودتو در سال ۲۰۰۴ و قهرمانی لیگ قهرمانان در ۲۰۰۷ با میلان پیراهنش را درآورد تا از تی- شرتی که در زیر جمله «من متعلق به عیسی هستم» را داشت رونمایی کند. او همان جمله را به همراه جملهٔ «خداوند وفادار است» در کفش‌هایش حک کرد. هنگام شادی پس از برد ۴–۱ مقابل آرژانتین در فینال جام کنفدراسیون‌ها ۲۰۰۵ او و تعدادی از هم تیمی‌هایش پیراهنی حاوی جمله «عیسی دوستت دارد» به زبان‌های مختلف را پوشیدند. پس از دریافت جایزه بازیکن سال فوتبال جهان در سال ۲۰۰۷ او بیان کرد که آرزوی او بازی به عنوان یک حرفه‌ای در سائو پائولو و یک بازی ملی در تیم ملی برزیل بود، اما خداوند بیشتر از آن چیزی که می‌خواست به او عطا کرد. در شادی‌های پس از گل، او با انگشتان خود به آسمان اشاره می‌کند که به معنای شکرگزاری از خداوند است. موسیقی مورد علاقه کاکا موسیقی گاسپل و کتاب مورد علاقه او کتاب مقدس است. او در یک مصاحبهٔ تلویزیونی در برزیل اعلام کرد کرد که علاقه دارد که در آینده کشیش بشود.
از نوامبر ۲۰۰۴ او به عنوان سفیر غذا در برنامه جهانی غذا سازمان ملل متحد برای کمک به کودکان محروم مشغول به کار است. در آن زمان به عنوان جوان‌ترین شخص در این پست لقب گرفت. در اوت ۲۰۱۵ کاکا اعلام کرد که مشغول به تحصیل در رشته بازاریابی ورزشی در مقطع کارشناسی ارشد در دانشگاه دریانوردی وینتر پارک، فلوریدا است. در ۲۴ دسامبر ۲۰۱۶ کاکا اعلام کرد که با کارولین دیاز مدل برزیلی، روابط عاشقانه دارد. این زوج در مراسم عروسی لوکاس مورا در سائو پائولو حضور یافتند.

## آمار و اطلاعات

### باشگاهی
| باشگاه        | فصل     | لیگ                   | لیگ        | لیگ    | جام حذفی   | جام حذفی | جام‌های قاره‌ای | جام‌های قاره‌ای | دیگر جام‌ها | دیگر جام‌ها | مجموع      | مجموع  |
| باشگاه        | فصل     | دسته                  | تعداد بازی | گل زده | تعداد بازی | گل زده   | تعداد بازی    | گل زده        | تعداد بازی | گل زده     | تعداد بازی | گل زده |
| ------------- | ------- | --------------------- | ---------- | ------ | ---------- | -------- | ------------- | ------------- | ---------- | ---------- | ---------- | ------ |
| سائوپائولو    | ۲۰۰۱    | لیگ برتر فوتبال برزیل | ۲۷         | ۱۲     | ۷          | ۱        | ۵             | ۰             | ۱۶         | ۴          | ۵۵         | ۱۷     |
| سائوپائولو    | ۲۰۰۲    | لیگ برتر فوتبال برزیل | ۲۲         | ۹      | ۹          | ۶        | —             | —             | ۱۷         | ۸          | ۴۸         | ۲۳     |
| سائوپائولو    | ۲۰۰۳    | لیگ برتر فوتبال برزیل | ۱۰         | ۲      | ۵          | ۰        | —             | —             | ۷          | ۵          | ۲۲         | ۷      |
| سائوپائولو    | مجموع   | مجموع                 | ۵۹         | ۲۳     | ۲۱         | ۷        | ۵             | ۰             | ۴۰         | ۱۷         | ۱۲۵        | ۴۷     |
| میلان         | ۰۴–۲۰۰۳ | سری آ                 | ۳۰         | ۱۰     | ۴          | ۰        | ۱۰            | ۴             | ۱          | ۰          | ۴۵         | ۱۴     |
| میلان         | ۰۵–۲۰۰۴ | سری آ                 | ۳۶         | ۷      | ۱          | ۰        | ۱۳            | ۲             | ۱          | ۰          | ۵۱         | ۹      |
| میلان         | ۰۶–۲۰۰۵ | سری آ                 | ۳۵         | ۱۴     | ۲          | ۰        | ۱۲            | ۵             | —          | —          | ۴۹         | ۱۹     |
| میلان         | ۰۷–۲۰۰۶ | سری آ                 | ۳۱         | ۸      | ۲          | ۰        | ۱۵            | ۱۰            | —          | —          | ۴۸         | ۱۸     |
| میلان         | ۰۸–۲۰۰۷ | سری آ                 | ۳۰         | ۱۵     | ۰          | ۰        | ۹             | ۳             | ۳          | ۲          | ۴۲         | ۲۰     |
| میلان         | ۰۹–۲۰۰۸ | سری آ                 | ۳۱         | ۱۶     | ۱          | ۰        | ۴             | ۰             | —          | —          | ۳۶         | ۱۶     |
| میلان         | مجموع   | مجموع                 | ۱۹۳        | ۷۰     | ۱۰         | ۰        | ۶۳            | ۲۴            | ۵          | ۲          | ۲۷۱        | ۹۶     |
| رئال مادرید   | ۱۰–۲۰۰۹ | لا لیگا               | ۲۵         | ۸      | ۱          | ۰        | ۷             | ۱             | —          | —          | ۳۳         | ۹      |
| رئال مادرید   | ۱۱–۲۰۱۰ | لا لیگا               | ۱۴         | ۷      | ۳          | ۰        | ۳             | ۰             | —          | —          | ۲۰         | ۷      |
| رئال مادرید   | ۱۲–۲۰۱۱ | لا لیگا               | ۲۷         | ۵      | ۴          | ۰        | ۸             | ۳             | ۱          | ۰          | ۴۰         | ۸      |
| رئال مادرید   | ۱۳–۲۰۱۲ | لا لیگا               | ۱۹         | ۳      | ۲          | ۱        | ۶             | ۱             | ۰          | ۰          | ۲۷         | ۵      |
| رئال مادرید   | مجموع   | مجموع                 | ۸۵         | ۲۳     | ۱۰         | ۱        | ۲۴            | ۵             | ۱          | ۰          | ۱۲۰        | ۲۹     |
| میلان         | ۱۴–۲۰۱۳ | سری آ                 | ۳۰         | ۷      | ۱          | ۰        | ۶             | ۲             | —          | —          | ۳۷         | ۹      |
| میلان         | مجموع   | مجموع                 | ۲۲۳        | ۷۷     | ۱۱         | ۰        | ۶۹            | ۲۶            | ۵          | ۲          | ۳۰۸        | ۱۰۵    |
| سائوپائولو    | ۲۰۱۴    | لیگ برتر فوتبال برزیل | ۱۹         | ۲      | ۰          | ۰        | ۵             | ۱             | —          | —          | ۲۴         | ۳      |
| سائوپائولو    | مجموع   | مجموع                 | ۷۸         | ۲۵     | ۲۱         | ۷        | ۱۰            | ۱             | ۴۰         | ۱۷         | ۱۴۹        | ۵۰     |
| اورلاندو سیتی | ۲۰۱۵    | ام‌ال اس               | ۲۸         | ۹      | ۲          | ۱        | —             | —             | —          | —          | ۳۰         | ۱۰     |
| اورلاندو سیتی | ۲۰۱۶    | ام‌ال اس               | ۲۴         | ۹      | ۰          | ۰        | —             | —             | —          | —          | ۲۴         | ۹      |
| اورلاندو سیتی | ۲۰۱۷    | ام‌ال اس               | ۱۵         | ۴      | ۰          | ۰        | —             | —             | —          | —          | ۱۵         | ۴      |
| اورلاندو سیتی | مجموع   | مجموع                 | ۶۷         | ۲۲     | ۲          | ۱        | —             | —             | —          | —          | ۶۹         | ۲۳     |
| مجموع         | مجموع   | مجموع                 | ۴۵۳        | ۱۴۷    | ۴۴         | ۹        | ۱۰۲           | ۳۱            | ۴۶         | ۱۹         | ۶۴۵        | ۲۰۶    |

### ملی
| تیم ملی | سال   | تعداد بازی | گل زده |
| ------- | ----- | ---------- | ------ |
| برزیل   |       |            |        |
| ۲۰۰۲    | ۵     | ۱          |        |
| ۲۰۰۳    | ۱۰    | ۵          |        |
| ۲۰۰۴    | ۸     | ۳          |        |
| ۲۰۰۵    | ۱۳    | ۳          |        |
| ۲۰۰۶    | ۱۱    | ۵          |        |
| ۲۰۰۷    | ۱۲    | ۵          |        |
| ۲۰۰۸    | ۳     | ۱          |        |
| ۲۰۰۹    | ۱۳    | ۳          |        |
| ۲۰۱۰    | ۷     | ۱          |        |
| ۲۰۱۲    | ۳     | ۲          |        |
| ۲۰۱۳    | ۲     | ۰          |        |
| ۲۰۱۴    | ۲     | ۰          |        |
| ۲۰۱۵    | ۲     | ۰          |        |
| ۲۰۱۶    | ۱     | ۰          |        |
| مجموع   | مجموع | ۹۲         | ۲۹     |

### گل‌های ملی
| #   | تاریخ           | محل برگزاری                     | حریف                | امتیاز | نتیجه | مسابقه                 |
| --- | --------------- | ------------------------------- | ------------------- | ------ | ----- | ---------------------- |
| ۱.  | ۷ مارس ۲۰۰۲     | کویابا، برزیل                   | ایسلند              | ۶–۱    | برد   | دوستانه                |
| ۲.  | ۱۹ ژوئیه ۲۰۰۳   | میامی (فلوریدا), ایالات متحده   | کلمبیا              | ۲–۰    | برد   | جام طلایی ۲۰۰۳         |
| ۳.  | ۱۹ ژوئیه ۲۰۰۳   | میامی (فلوریدا), ایالات متحده   | کلمبیا              | ۲–۰    | برد   | جام طلایی ۲۰۰۳         |
| ۴.  | ۲۳ ژوئیه ۲۰۰۳   | میامی (فلوریدا), ایالات متحده   | ایالات متحده آمریکا | ۲–۱    | برد   | جام طلایی ۲۰۰۳         |
| ۵.  | ۷ سپتامبر ۲۰۰۳  | بارانکیلا، کلمبیا               | کلمبیا              | ۲–۱    | برد   | مقدماتی جام جهانی ۲۰۰۶ |
| ۶.  | ۱۱ اکتبر ۲۰۰۳   | کوریتیبا، برزیل                 | اروگوئه             | ۳–۳    | تساوی | مقدماتی جام جهانی ۲۰۰۶ |
| ۷.  | ۲۸ آوریل ۲۰۰۴   | بوداپست، مجارستان               | مجارستان            | ۱–۴    | برد   | دوستانه                |
| ۸.  | ۱۰ اکتبر ۲۰۰۴   | ماراکایبو، ونزوئلا              | ونزوئلا             | ۲–۵    | برد   | مقدماتی جام جهانی ۲۰۰۶ |
| ۹.  | ۱۰ اکتبر ۲۰۰۴   | ماراکایبو، ونزوئلا              | ونزوئلا             | ۲–۵    | برد   | مقدماتی جام جهانی ۲۰۰۶ |
| ۱۰. | ۲۷ مارس ۲۰۰۵    | گویانیا، برزیل                  | پرو                 | ۱–۰    | برد   | مقدماتی جام جهانی ۲۰۰۶ |
| ۱۱. | ۲۹ ژوئن ۲۰۰۵    | فرانکفورت، آلمان                | آرژانتین            | ۴–۱    | برد   | جام کنفدراسیون‌ها ۲۰۰۵  |
| ۱۲. | ۱۰ نوامبر ۲۰۰۵  | ابوظبی، امارات متحده عربی       | امارات متحدهٔ عربی   | ۸–۰    | برد   | دوستانه                |
| ۱۳. | ۴ ژوئن ۲۰۰۶     | ژنو، سوئیس                      | نیوزیلند            | ۴–۰    | برد   | دوستانه                |
| ۱۴. | ۱۳ ژوئن ۲۰۰۶    | برلین، آلمان                    | کرواسی              | ۱–۰    | برد   | جام جهانی فوتبال ۲۰۰۶  |
| ۱۵. | ۳ سپتامبر ۲۰۰۶  | لندن، انگلستان                  | آرژانتین            | ۳–۰    | برد   | دوستانه                |
| ۱۶. | ۱۰ اکتبر ۲۰۰۶   | استکهلم، سوئد                   | اکوادور             | ۲–۱    | برد   | دوستانه                |
| ۱۷. | ۱۵ نوامبر ۲۰۰۶  | بازل، سوئیس                     | سوئیس               | ۱–۲    | برد   | دوستانه                |
| ۱۸. | ۲۴ مارس ۲۰۰۷    | یوتبری، سوئد                    | شیلی                | ۴–۰    | برد   | دوستانه                |
| ۱۹. | ۱۲ سپتامبر ۲۰۰۷ | فاکسبرو، ماساچوست، ایالات متحده | مکزیک               | ۳–۱    | برد   | دوستانه                |
| ۲۰. | ۱۷ اکتبر ۲۰۰۷   | ریو دو ژانیرو، برزیل            | اکوادور             | ۵–۰    | برد   | مقدماتی جام جهانی ۲۰۱۰ |
| ۲۱. | ۱۷ اکتبر ۲۰۰۷   | ریو دو ژانیرو، برزیل            | اکوادور             | ۵–۰    | برد   | مقدماتی جام جهانی ۲۰۱۰ |
| ۲۲. | ۱۸ نوامبر ۲۰۰۷  | لیما، پرو                       | پرو                 | ۱–۱    | تساوی | مقدماتی جام جهانی ۲۰۱۰ |
| ۲۳. | ۱۱ اکتبر ۲۰۰۸   | سن کریستوبال، ونزوئلا           | ونزوئلا             | ۴–۰    | برد   | مقدماتی جام جهانی ۲۰۱۰ |
| ۲۴. | ۶ ژوئن ۲۰۰۹     | مونته‌ویدئو، اروگوئه             | اروگوئه             | ۴–۰    | برد   | مقدماتی جام جهانی ۲۰۱۰ |
| ۲۵. | ۱۵ ژوئن ۲۰۰۹    | بلومفونتن، آفریقای جنوبی        | مصر                 | ۴–۳    | برد   | جام کنفدراسیون‌ها ۲۰۰۹  |
| ۲۶. | ۱۵ ژوئن ۲۰۰۹    | بلومفونتن، آفریقای جنوبی        | مصر                 | ۴–۳    | برد   | جام کنفدراسیون‌ها ۲۰۰۹  |
| ۲۷. | ۷ ژوئن ۲۰۱۰     | دارالسلام، تانزانیا             | تانزانیا            | ۵–۱    | برد   | دوستانه                |
| ۲۸. | ۱۱ اکتبر ۲۰۱۲   | مالمو، سوئد                     | عراق                | ۶–۰    | برد   | دوستانه                |
| ۲۹. | ۱۶ اکتبر ۲۰۱۲   | وروتسواف، لهستان                | ژاپن                | ۴–۰    | برد   | دوستانه                |

## افتخارات

### باشگاهی

#### میلان
- سری آ: ۰۴–۲۰۰۳
- سوپر جام ایتالیا: ۲۰۰۴
- لیگ قهرمانان اروپا: ۲۰۰۷
- سوپر جام اروپا: ۲۰۰۷
- جام باشگاه‌های جهان: ۲۰۰۷

#### رئال مادرید
- لالیگا: ۱۲–۲۰۱۱
- کوپا دل ری: ۱۱–۲۰۱۰
- سوپر جام فوتبال اسپانیا: ۲۰۱۲

### ملی
- جام جهانی: ۲۰۰۲
- جام کنفدراسیون‌ها ۲۰۰۵، ۲۰۰۹

### فردی

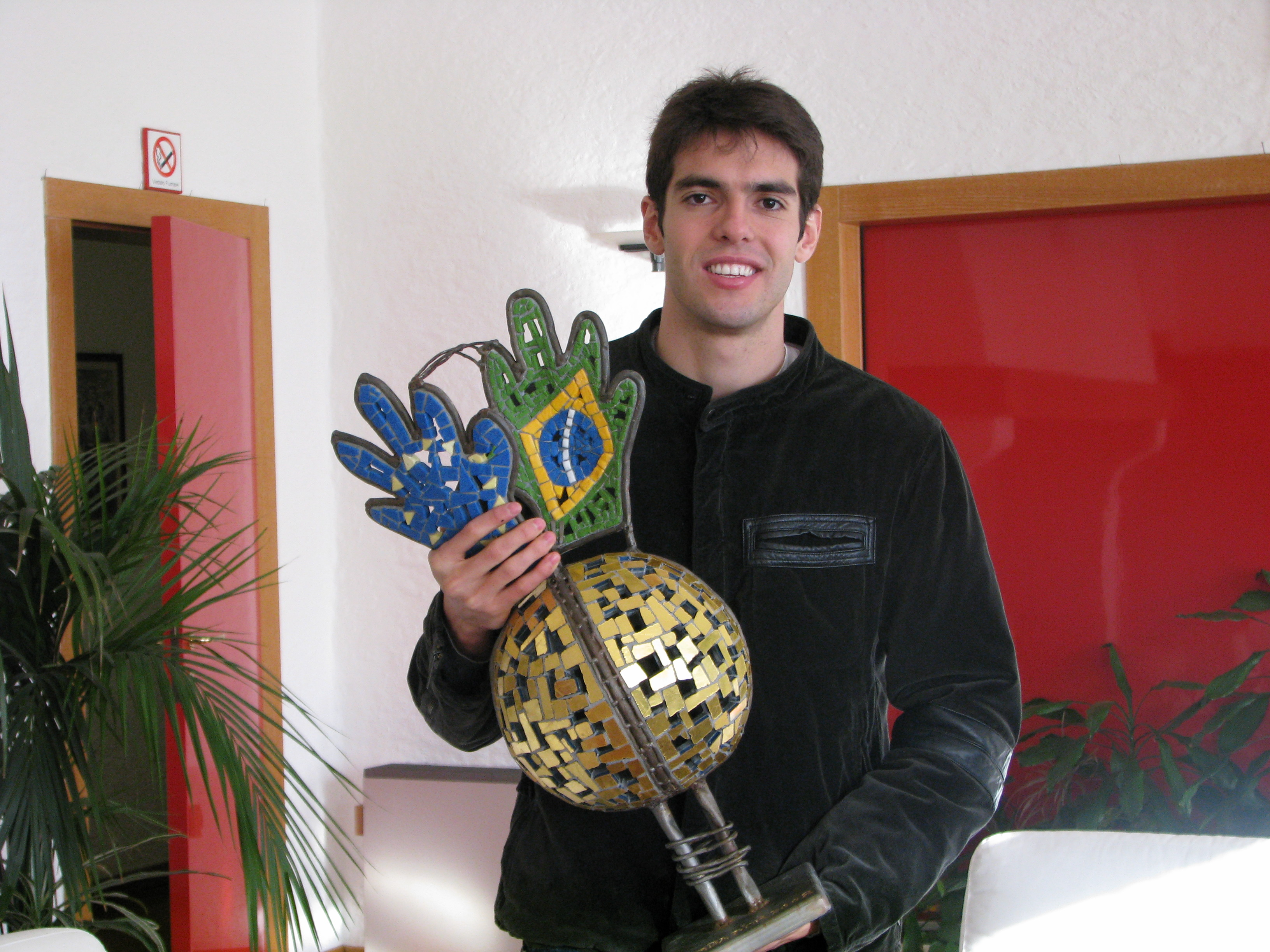
کاکا برنده سامبا طلا در سال ۲۰۰۸

| جایزه                                 | سال (های) برنده شدن |
| ------------------------------------- | ------------------- |
| بازیکن خارجی سال سری آ                | ۲۰۰۴، ۲۰۰۶، ۲۰۰۷    |
| بازیکن سال سری آ                      | ۲۰۰۴، ۲۰۰۷          |
| بهترین پاسور لیگ قهرمانان اروپا       | ۰۵–۲۰۰۴، ۱۲–۲۰۱۱    |
| تیم سال یوفا                          | ۲۰۰۶، ۲۰۰۷، ۲۰۰۹    |
| بازیکن سال یوفا                       | ۰۷–۲۰۰۶             |
| توپ طلای اروپا                        | ۲۰۰۷                |
| بازیکن سال فوتبال جهان                | ۲۰۰۷                |
| بازیکن سال ورلد ساکر                  | ۲۰۰۷                |
| بهترین بازیساز سال از نگاه IFFHS      | ۲۰۰۷                |
| بهترین ورزشگار لاتین سال از نگاه IAAF | ۲۰۰۷                |
| تایم ۱۰۰                              | ۲۰۰۸، ۲۰۰۹          |
| تالار مشاهیر ماراکانا                 | ۲۰۰۸                |
| سامبا طلا                             | ۲۰۰۸                |
| مارکا لیندا                           | ۲۰۰۹                |
| توپ طلای جام کنفدراسیون‌ها             | ۲۰۰۹                |
| تیم منتخب جام کنفدراسیون‌ها            | ۲۰۰۹                |
| جام جهانی فوتبال بهترین پاسور         | ۲۰۱۰                |
| تالار مشاهیر آ.ث. میلان               | ۲۰۱۰                |